# Le Mans Series 2007

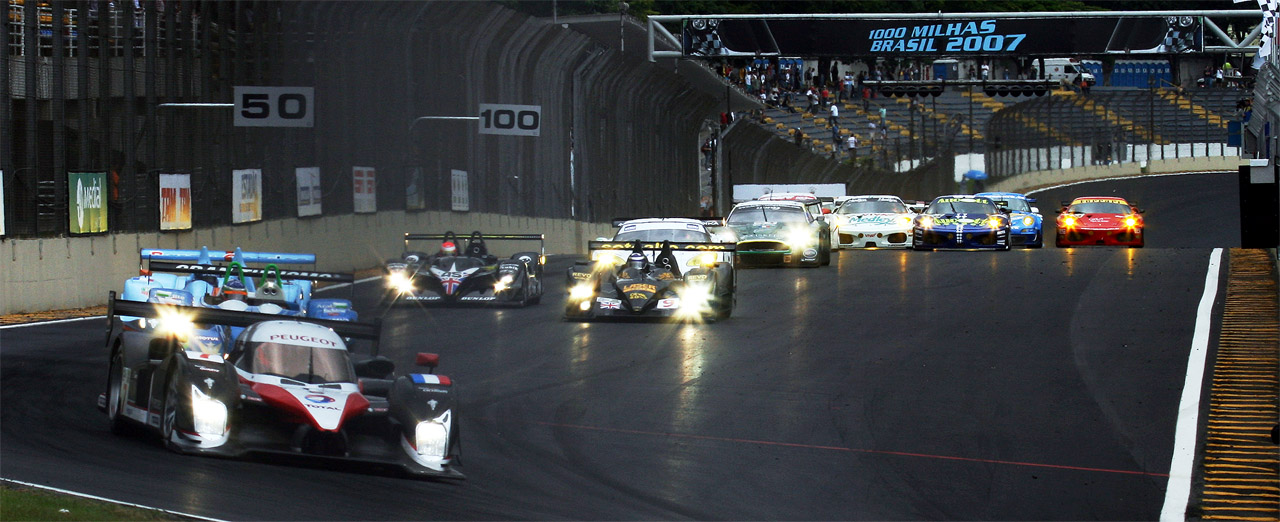
Start der Mil Milhas in Brasilien November 2007.

Die Le-Mans-Series-Saison 2007 war die vierte Langstreckenmeisterschaft des ACOs. Sie wurde über sechs Rennen in der Zeit vom 15. April 2007 bis zum 10. November 2007 ausgetragen. Erstmals gewann ein Dieselfahrzeug die Konstrukteurswertung in der Prototypen-Klasse LMP1. Neben den fünf europäischen Läufen wurde ein 1000-Meilen-Rennen in Brasilien ausgetragen. Es war somit nicht nur das erste Rennen auf dem südamerikanischen Kontinent, sondern auch der erste Lauf, bei dem eine Distanz von mehr als 1000 km zurückgelegt wurde.

## Änderungen 2007

### Regelwerk
Neben kleineren aerodynamischen Veränderungen der LMPs trat die bereits im Regelwerk für 2006 angekündigte Beschränkung der maximalen Lautstärke eines Auspuffsystems in Kraft. Dabei durfte der Schwellenwert von 113 dB(A) nicht überschritten werden, die Messungen der Lautstärke wurden in 15 m Entfernung zur Rennstrecke durchgeführt. Außerdem wurde die maximale Größe des Tankbehälters für Dieselfahrzeuge auf 81 Liter festgelegt. Die Kapazität der Benzintanks blieb, wie bisher, bei 90 Liter. Die Richtlinien für Temperaturen innerhalb eines Cockpits wurden 2007 etwas gelockert. Die maximale Temperatur im Fahrzeug bei installierter Klimaanlage durfte nun bis zu 32 °C betragen. Falls keine Klimaanlage installiert war, musste dem Fahrer per Ventilator Frischluft zugeführt werden, jedoch durfte die Temperatur im Cockpit die Außentemperatur um 12 °C nicht überschreiten.

### Rennstrecken
Die Rennserie wurde um eine Strecke auf sechs Läufe erweitert. Die Rennen in Valencia und Interlagos wurden erstmals in dieser Saison im Rahmen der Le Mans Series gefahren. Die 1000-Kilometer-Rennen in Silverstone und in Monza fanden nach einer Pause 2006 wieder statt, dafür wurde auf die Läufe in Donington und Istanbul verzichtet. Der Lauf Mil Milhas Brasil in Interlagos stellte den ersten Lauf der Serie auf dem südamerikanischen Kontinent dar, allerdings war es nicht der erste Lauf außerhalb Europas, da bereits 2005 in dem zu Asien gehörenden Teil der Türkei ein Lauf außerhalb Europas stattfand. Des Weiteren war es das erste Rennen der Le Mans Series, bei dem die zurückgelegte Distanz nicht den üblichen 1000 km, sondern über 1600 km entsprach.

### Fahrzeuge
In den Prototypenklassen LMP1 wurde 2007 der Peugeot 908 HDi FAP erstmals der Öffentlichkeit vorgeführt. Neben der Neuvorstellung des Dieselprototyps wurden die Weiterentwicklungen der Vorjahresmodelle von Lola, Creation, Pescarolo und Zytek vorgestellt. Für die Fahrzeuge der GT1-Kategorie wurden keine neuen Fahrzeuge entwickelt, da die FIA und der ACO planen, bis 2010 diese Kategorie abzuschaffen. Das neue Reglement wurde im Oktober 2007 vorgelegt. In der Gruppe GT2 wurde neben dem Porsche 997 GT3-RSR auch zum ersten Mal eine Corvette Z06 in der Le Mans Series eingesetzt.

### Meisterschaft
2007 wurde neben den bisher vier Rennkategorien eine weitere Wertung eingeführt. Zusammen mit dem neuen Seriensponsor Michelin integrierte der ACO die Le Mans Series und das 24-Stunden-Rennen von Le Mans in die Michelin Energy Endurance Challenge. Die separate Wertung wurde von Frédéric Henry-Biabaud beim LMS-Vortest in Le Castellet vorgestellt. In jedem Rennen wurden in den jeweiligen Klassen alle teilnehmenden Fahrzeuge anhand eines Index bewertet, der sich aus Kraftstoffverbrauch, Durchschnittsgeschwindigkeit und Gewicht des Fahrzeugs errechnete. Das jeweilige siegreiche Team gewann pro Rennen ein Preisgeld in Höhe von bis 10000 Euro.

## Teams und Fahrer

### LMP1

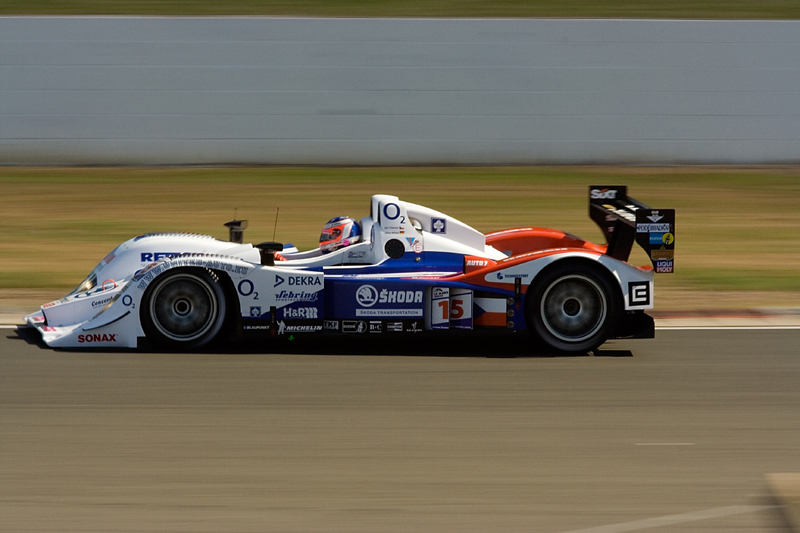
Lola B07/17 beim 1000-km-Rennen von Silverstone

Swiss Spirit verkaufte nach der Saison 2006 seinen Courage LC70 an Saulnier Racing und erwarb von Lola das erste B07-Chassis. In diesen Lola wurde ein Audi-FSI-Motor eingebaut, der bis 2006 nur dem Werksteam zur Verfügung stand. Das tschechische Rennteam Charouz bestritt 2007 sein erstes Sportwagenjahr mit einem weiteren neuen Lola-B07-Chassis. Als Motor wurde der Judd GV5.5 S2 ausgewählt, mit dem Pescarolo Sport 2006 nicht nur die Team-, sondern auch die Fahrerwertung hatte gewinnen können. Pescarolo selber setzte weiterhin seine Eigenentwicklung basierend auf dem Courage C60 ein. Außerdem konnte Rollcentre als Kunde gewonnen werden, die ebenfalls mit Judd-Motor und Pescarolo-Chassis antraten. Nach dem erfolglosen Ausflug im Jahr davor in die LMP2-Klasse war das britische Team somit wieder in der großen Prototypen-Klasse gelandet. Courage beendete in der Winterpause das Programm mit Mugen, dessen Motoren sich in den letzten Jahren als nicht ausreichend zuverlässig erwiesen hatten, und wechselte zum britischen Motorenspezialist AER. Arena Motorsports, das bereits unter dem Banner von Audi Sports UK Sportwageneinsätze bestritten hat, trat 2007 als werksgestütztes Zytek-Team unter eigenem Namen an. Neben den Stammfahrern durfte Max Chilton an einem Lauf teilnehmen, mit 16 Jahren der bisher jüngste Rennfahrer der Le Mans Series. Peugeot kehrte nach über zehn Jahren Abstinenz in den Langstreckensport zurück. Mit dem LMS-GT1-Meister 2006 Pedro Lamy, Formel-1-Fahrer und Open-Fortuna-Meister 1998 Marc Gené und dem einzigen geschlossenen Sportwagen der Saison war das Werksteam der Titelaspirant für 2007.
| Team                            | Chassis             | Motor            | Reifen | Nr. | Stammfahrer                                        | Ersatzfahrer                              |
| ------------------------------- | ------------------- | ---------------- | ------ | --- | -------------------------------------------------- | ----------------------------------------- |
| Scuderia Lavaggi                | Lavaggi LS1         | Ford-PME         | D      | 3   | Giovanni Lavaggi Marcello Puglisi                  | Cristian Corsini Wolfgang Kaufmann        |
| Swiss Spirit                    | Lola B07/18         | Audi             | M      | 5   | Marcel Fässler Jean-Denis Delétraz Iradj Alexander |                                           |
| Team Peugeot Total              | Peugeot 908 HDi FAP | Peugeot (Diesel) | M      | 7   | Nicolas Minassian Marc Gené                        |                                           |
| Team Peugeot Total              | Peugeot 908 HDi FAP | Peugeot (Diesel) | M      | 8   | Stéphane Sarrazin Pedro Lamy                       |                                           |
| Creation Autosportif            | Creation CA07       | Judd GV5.5 S2    | D      | 9   | Jamie Campbell-Walter Felipe Ortiz                 | Stuart Hall Haruki Kurosawa Shinji Nakano |
| Arena Motorsports International | Zytek 07S           | Zytek 2ZG408     | M      | 10  | Stefan Johansson Hayanari Shimoda Tom Chilton      | Max Chilton                               |
| Courage Compétition             | Courage LC70        | AER P32T         | M      | 12  | Alexander Frei Jonathan Cochet                     | Bruno Besson                              |
| Courage Compétition             | Courage LC70        | AER P32T         | M      | 13  | Jean-Marc Gounon Guillaume Moreau                  | Witali Petrow                             |
| Racing for Holland              | Dome S101.5         | Judd GV5.5 S2    | M      | 14  | David Hart Jan Lammers Jeroen Bleekemolen          |                                           |
| Charouz Racing System           | Lola B07/17         | Judd GV5.5 S2    | M      | 15  | Jan Charouz Stefan Mücke                           | Alex Yoong                                |
| Pescarolo Sport                 | Pescarolo 01        | Judd GV5.5 S2    | M      | 16  | Emmanuel Collard Jean-Christophe Boullion          | Harold Primat Romain Dumas                |
| Pescarolo Sport                 | Pescarolo 01        | Judd GV5.5 S2    | M      | 17  | Harold Primat Christophe Tinseau                   |                                           |
| Rollcentre Racing               | Pescarolo 01        | Judd GV5.5 S2    | D      | 18  | Stuart Hall João Barbosa Martin Short              | Phil Keen                                 |
| Chamberlain-Synergy Motorsport  | Lola B06/10         | AER P32T         | M      | 19  | Gareth Evans Bob Berridge Peter Owen               |                                           |

### LMP2

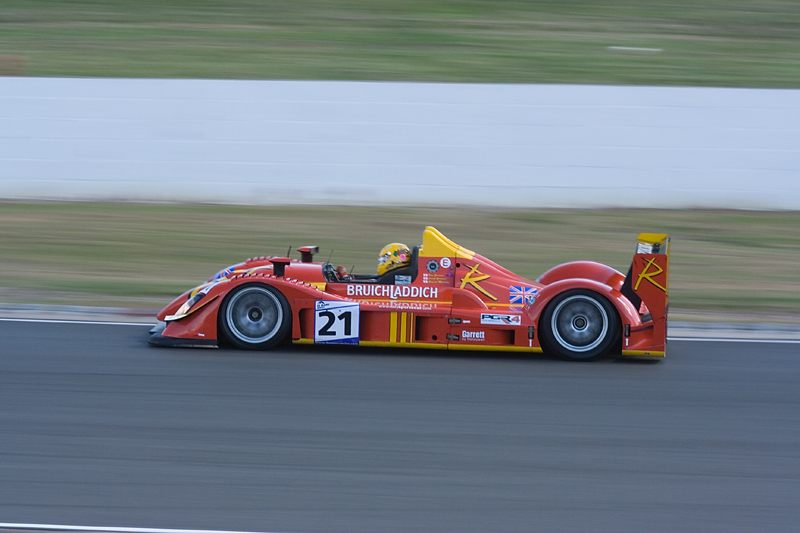
Radical SR9 beim 1000-km-Rennen von Silverstone

In der kleinen Prototypenklasse wechselte der Sieger der LMP2-Konstrukteurswertung 2006 von einem mit Judd-Motor angetriebenen Courage auf einen neuen Zytek 07S/2. Neben Michael Vergers und Teameigner Juan Barazi wurde das Team durch Karim Ojjeh komplettiert, der 2006 für Paul Belmondo Racing fuhr. Ebenfalls von Zytek ausgerüstet startete der LMP2-Neuling Team LNT ab Silverstone in die Saison. Die britische Truppe war aber weiterhin in der GT2-Kategorie präsent. Mit T2M Motorsport war ein weiterer Bekannter aus der GT2-Kategorie nun in dem Sportwagensegment LMP2 aktiv. Das japanische Team mit Sitz in Frankreich tauschte in der Winterpause ihren Porsche 911 GT3 RSR gegen ein Dome-Mader-Gespann ein. Serge Saulnier, dessen Team Saulnier Racing im Vorjahr einen Courage LC70 für Swiss Spirit betreut hatte, verkaufte sein Team an die JN-Investissements-Gruppe. Nun geführt von Jacques Nicolet trat man unter eigenem Namen in der Serie an, kaufte das Courage Chassis von Swiss Spirit und modifizierte es für die LMP2-Klasse. Das einzige deutsche Sportwagenteam schlug hingegen einen anderen Weg ein. Ian Mitchell, Teameigner von Kruse Motorsport, tauschte seinen Courage C65 gegen ein Vorjahreschassis von Pescarolo Sport. Einige Änderungen mussten am ehemaligen LMP1-Fahrzeug vorgenommen werden, um ihr Pescarolo-01-Chassis nach dem Regelwerk der kleinen Prototypenklasse umzurüsten. Mitchell vertraute weiterhin auf ein Judd-XV675-Aggregat, das in den Wagen eingesetzt werden musste, ein Vorgang, den bisher kein anderes Team mit diesem Fahrzeug auf sich genommen hatte. Die beiden letztjährigen Radical-SR9-Chassis wurden auch 2007 in der Le Mans Series eingesetzt. Das Fahrzeug von Rollcentre wurde an Embassy Racing verkauft, das zum Vortest auf dem Circuit Paul Ricard mit einem Pilbeam erschien, aber mit dessen Zuverlässigkeit nicht zufrieden war. Der andere Radical wurde wie im Vorjahr von Team Bruichladdich eingesetzt.
| Team                       | Chassis          | Motor                  | Reifen | Nr. | Stammfahrer                                         | Ersatzfahrer                   |
| -------------------------- | ---------------- | ---------------------- | ------ | --- | --------------------------------------------------- | ------------------------------ |
| Pierre Bruneau             | Pilbeam MP93     | Judd XV675             | M      | 20  | Pierre Bruneau Marc Rostan Simon Pullan             | Paulo Bonifácio                |
| Team Bruichladdich Radical | Radical SR9      | AER P07                | D      | 21  | Tim Greaves Stuart Moseley                          | Robin Liddell Jacob Greaves    |
| Noël del Bello Racing      | Courage LC75     | AER P07                | M      | 24  | Jean-Marc Gounon Witali Petrow                      |                                |
| Ray Mallock, Ltd. (RML)    | MG-Lola EX264    | AER P07                | M      | 25  | Mike Newton Thomas Erdos                            |                                |
| Ranieri Randaccio          | Lucchini LMP2/04 | Nicholson-McLaren LMP2 | D      | 26  | Ranieri Randaccio Gianni Collini                    | Giovanni Lavaggi               |
| Horag Racing               | Lola B05/40      | Judd XV675             | M      | 27  | Fredy Lienhard Didier Theys Eric van de Poele       |                                |
| T2M Motorsport             | Dome S101.5      | Mader                  | M      | 29  | Robin Langechal Kōji Yamanishi                      |                                |
| Binnie Motorsports         | Lola B05/42      | Zytek ZG348            | K      | 31  | William Binnie Allen Timpany Chris Buncombe         |                                |
| Barazi-Epsilon             | Zytek 07S/2      | Zytek ZG348            | M      | 32  | Juan Barazi Michael Vergers Karim Ojjeh             |                                |
| Saulnier Racing            | Courage LC75     | AER P07                | M      | 35  | Jacques Nicolet Alain Filhol Bruce Jouanny          |                                |
| Quifel ASM Team            | Lola B05/40      | AER P07                | D      | 40  | Miguel Amaral Miguel Ángel de Castro Angel Burgueño |                                |
| Kruse Motorsport           | Pescarolo 01     | Judd XV675             | K      | 44  | Tony Burgess Jean De Pourtales Norbert Siedler      |                                |
| Embassy Racing             | Radical SR9      | Judd XV675             | D      | 45  | Warren Hughes Neil Cunningham                       | Darren Manning Mario Haberfeld |
| Team LNT                   | Zytek 07S/2      | Zytek ZG348            | M      | 46  | Tom Kimber-Smith Danny Watts                        |                                |

### GT1
Die Vorjahressieger in Team Larbre setzten 2007 zwei Aston Martin DBR9 ein. Von den Fahrern des Siegesfahrzeugs blieb allerdings nur der Schweizer Gabriele Gardel im Team. Ebenfalls mit zwei Fahrzeugen erschien Luc Alphand Aventures. Neben der alten Corvette C5 konnte man das Nachfolgemodell Corvette C6.R erwerben, das 2006 den Klassensieg im 24-Stunden-Rennen von Le Mans eingefahren hatte. Mit einem neu aufgebauten Saleen trat Racing Box als Neuling in der Serie an. Das Team konnte aber bereits Erfahrungen aus Einsätzen in der Italienischen GT-Serie vorweisen. Die in der FIA-GT fahrende Truppe Jetalliance Racing hatte 2007 einen kurzen Gastbesuch während der 1000 km von Spa, unter anderem mit dem ehemaligen Formel-1-Fahrer und FIA-GT-Meister Karl Wendlinger.
| Team                       | Chassis                 | Motor           | Reifen | Nr. | Stammfahrer                                         | Ersatzfahrer                  |
| -------------------------- | ----------------------- | --------------- | ------ | --- | --------------------------------------------------- | ----------------------------- |
| Aston Martin Racing Larbre | Aston Martin DBR9       | Aston Martin    | M      | 50  | Christophe Bouchut Fabrizio Gollin Gabriele Gardel  |                               |
| Aston Martin Racing Larbre | Aston Martin DBR9       | Aston Martin    | M      | 51  | Grégory Franchi Steve Zacchia Gregor Fisken         | Roland Bervillé Fernando Rees |
| Team ORECA                 | Saleen S7-R             | Ford            | M      | 55  | Stéphane Ortelli Soheil Ayari                       |                               |
| Team Modena                | Aston Martin DBR9       | Aston Martin    | M      | 59  | Antonio García Christian Fittipaldi                 | Liz Halliday Darren Turner    |
| Racing Box                 | Saleen S7-R             | Ford            | M      | 61  | Piergiuseppe Perazzini Marco Cioci Salvatore Tavano | Kurt Mollekens                |
| Jetalliance Racing         | Aston Martin DBR9       | Aston Martin    | M      | 65  | Karl Wendlinger Lukas Lichtner-Hoyer Thomas Gruber  |                               |
| Luc Alphand Aventures      | Chevrolet Corvette C6.R | Chevrolet LS7-R | M      | 72  | Luc Alphand Jérôme Policand Patrice Goueslard       | Olivier Beretta Oliver Gavin  |
| Luc Alphand Aventures      | Chevrolet Corvette C5-R | Chevrolet LS7-R | M      | 73  | Jean-Luc Blanchemain Sébastien Dumez Vincent Vosse  | Didier André                  |

### GT2
Da der Vorjahressieger der GT2, Autolando Sport, in die International GT Open abgewandert war, wechselte Joël Camathias in das Porsche-Team von James Watt Automotive, während Titelträger Marc Lieb ein Cockpit bei Team Felbermayr-Proton erhielt. Neben zwei Neuwagen setzte das deutsche Team auch auf einen alten 996 GT3 RSR. Alle anderen Porsche-Teams wechselten geschlossen zum neuen Porsche 997 GT3 RSR, bis auf Ice Pol Racing, das in dieser Saison nun mit einem Ferrari F430 antrat. Das Spyker-Werksteam konzentrierte seine Präsenz auf einen Wagen, konnte jedoch über die Winterpause ein Fahrzeug an das Schweizer Speedy Racing Team verkaufen.
| Team                                 | Chassis                   | Motor          | Reifen | Nr. | Stammfahrer                                                 | Ersatzfahrer                                                                                  |
| ------------------------------------ | ------------------------- | -------------- | ------ | --- | ----------------------------------------------------------- | --------------------------------------------------------------------------------------------- |
| JMB Racing                           | Ferrari F430GTC           | Ferrari F136   | D      | 74  | Francisco Longo Chico Serra Daniel Serra                    |                                                                                               |
| JMB Racing                           | Ferrari F430GTC           | Ferrari F136   | D      | 75  | Alexandre Negrão, Sr. Alexandre Negrão jr. Andreas Mattheis |                                                                                               |
| IMSA Performance Matmut              | Porsche 997 GT3 RSR       | Porsche M97/80 | M      | 76  | Raymond Narac Richard Lietz                                 |                                                                                               |
| Team Felbermayr-Proton               | Porsche 997 GT3 RSR       | Porsche M97/80 | P      | 77  | Marc Lieb Xavier Pompidou                                   | Marc Basseng                                                                                  |
| Scuderia Villorba Corse              | Ferrari F430GTC           | Ferrari F136   | P      | 78  | Alex Caffi Denny Zardo                                      |                                                                                               |
| Team Felbermayr-Proton               | Porsche 996 GT3 RSR       | Porsche M96/77 | P      | 79  | Gerold Ried Horst Felbermayr senior Philip Collin           | Johannes Stuck                                                                                |
| Prospeed Competition                 | Porsche 997 GT3 RSR       | Porsche M97/80 | M      | 80  | Rudi Penders Franz Lamot Bart Couwberghs                    |                                                                                               |
| Team LNT                             | Panoz Esperante GT-LM     | Élan           | P      | 81  | Tom Kimber-Smith Danny Watts                                |                                                                                               |
| Team LNT                             | Panoz Esperante GT-LM     | Élan           | P      | 82  | Richard Dean Lawrence Tomlinson                             | Lucas Lassere Tom Milner Jr.                                                                  |
| G.P.C. Sport                         | Ferrari F430GTC           | Ferrari F136   | P      | 83  | Luca Drudi Gabrio Rosa Johnny Mowlem                        |                                                                                               |
| Chad Peninsula Panoz                 | Panoz Esperante GT-LM     | Élan           | P      | 84  | John Harsthorne Sean McInerney Michael McInerney            |                                                                                               |
| Spyker Squadron                      | Spyker C8 Spyder GT2-R    | Audi           | M      | 85  | Peter Kox Jaroslav Janiš                                    | Mike Hezemans Peter Dumbreck Paul van Splunteren                                              |
| Team Felbermayr-Proton               | Porsche 997 GT3 RSR       | Porsche M97/80 | P      | 88  | Horst Felbermayr junior Christian Ried Thomas Gruber        | Marc Basseng Johannes Stuck                                                                   |
| Markland Racing                      | Chevrolet Corvette C6 Z06 | Chevrolet      | D      | 89  | Henrik Møller Sørensen Kurt Thiim Thorkild Thyrring         | Rene Rasmussen                                                                                |
| Farnbacher Racing                    | Porsche 997 GT3 RSR       | Porsche M97/80 | P      | 90  | Pierre Ehret Dirk Werner Lars-Erik Nielsen                  | Piers Masarati                                                                                |
| Dener Motorsport Stuttgart Sportscar | Porsche 997 GT3 RSR       | Porsche M97/80 | Y      | 91  | Raul Boesel Marcel Visconde Flavio Figueiredo               |                                                                                               |
| Thierry Perrier Perspective Racing   | Porsche 997 GT3 RSR       | Porsche M97/80 | D      | 92  | Philippe Hesnault Anthony Beltoise Nigel Smith              | Rob Barff John Hartshorne Pedro Névoa Thierry Perrier                                         |
| Speedy Racing Team                   | Spyker C8 Spyder GT2-R    | Audi           | D      | 94  | Andrea Chiesa Jonny Kane Andrea Belicchi                    |                                                                                               |
| James Watt Automotive                | Porsche 997 GT3 RSR       | Porsche M97/80 | P      | 95  | Paul Daniels Dave Cox Joël Camathias                        | Richard Westbrook Bryce Washington Allan Simonsen                                             |
| Virgo Motorsport                     | Ferrari F430GTC           | Ferrari F136   | D      | 96  | Robert Bell Allan Simonsen                                  | Gianmaria Bruni                                                                               |
| G.P.C. Sport                         | Ferrari F430GTC           | Ferrari F136   | P      | 97  | Sergio Hernández Alessandro Bonetti Fabrizio De Simone      | Matteo Bobbi Luca Drudi Yves Lambert                                                          |
| Ice Pol Racing Team                  | Ferrari F430GTC           | Ferrari F136   | P      | 98  | Yves Lambert Christian Lefort Fred Bouvy                    | Christian Kelders Stéphane Lemeret Markus Palttala                                            |
| JMB Racing                           | Ferrari F430GTC           | Ferrari F136   | D      | 99  | Paolo Maurizio Basso Bo McCormick                           | Peter Kutemann Stéphane Daoudi Francisco da Cruz Martins Ben Aucott Robert Bell Philipp Peter |

## Ergebnisse

### Rennkalender
Gesamtsieger sind fett hervorgehoben.
| Nr. | Datum         | Rennname / Rennstrecke                                            | Klasse | Team                   | Sieger                                                   | Fahrzeug                |
| --- | ------------- | ----------------------------------------------------------------- | ------ | ---------------------- | -------------------------------------------------------- | ----------------------- |
| 1   | 15. April     | 1000-km-Rennen von Monza Autodromo Nazionale Monza                | LMP1   | Team Peugeot Total     | Nicolas Minassian Marc Gené                              | Peugeot 908 HDi FAP     |
| 1   | 15. April     | 1000-km-Rennen von Monza Autodromo Nazionale Monza                | LMP2   | Horag Racing           | Fredy Lienhard Eric van de Poele Didier Theys            | Lola B05/40             |
| 1   | 15. April     | 1000-km-Rennen von Monza Autodromo Nazionale Monza                | GT1    | Luc Alphand            | Luc Alphand Jérôme Policand Patrice Goueslard            | Chevrolet Corvette C6.R |
| 1   | 15. April     | 1000-km-Rennen von Monza Autodromo Nazionale Monza                | GT2    | G.P.C. Sport           | Sergio Hernández Alessandro Bonetti Fabrizio De Simone   | Ferrari F430GTC         |
|     |               |                                                                   |        |                        |                                                          |                         |
| 2   | 6. Mai        | 1000-km-Rennen von Valencia Circuit Ricardo Tormo                 | LMP1   | Peugeot Total Sport    | Stéphane Sarrazin Pedro Lamy                             | Peugeot 908 HDi FAP     |
| 2   | 6. Mai        | 1000-km-Rennen von Valencia Circuit Ricardo Tormo                 | LMP2   | Quifel ASM Team        | Miguel Amaral Miguel Ángel de Castro Angel Burgueño      | Lola B05/40             |
| 2   | 6. Mai        | 1000-km-Rennen von Valencia Circuit Ricardo Tormo                 | GT1    | Team Oreca             | Stéphane Ortelli Soheil Ayari                            | Saleen S7R              |
| 2   | 6. Mai        | 1000-km-Rennen von Valencia Circuit Ricardo Tormo                 | GT2    | Team Felbermayr-Proton | Marc Lieb Xavier Pompidou                                | Porsche 996 GT3 RSR     |
|     |               |                                                                   |        |                        |                                                          |                         |
| 3   | 1. Juli       | 1000-km-Rennen auf dem Nürburgring Nürburgring                    | LMP1   | Peugeot Total Sport    | Stéphane Sarrazin Pedro Lamy                             | Peugeot 908 HDi FAP     |
| 3   | 1. Juli       | 1000-km-Rennen auf dem Nürburgring Nürburgring                    | LMP2   | RML                    | Mike Newton Thomas Erdos                                 | MG-Lola EX264           |
| 3   | 1. Juli       | 1000-km-Rennen auf dem Nürburgring Nürburgring                    | GT1    | Team Oreca             | Stéphane Ortelli Soheil Ayari                            | Saleen S7R              |
| 3   | 1. Juli       | 1000-km-Rennen auf dem Nürburgring Nürburgring                    | GT2    | Virgo Motorsport       | Rob Bell Allan Simonsen                                  | Ferrari F430GTC         |
|     |               |                                                                   |        |                        |                                                          |                         |
| 4   | 19. August    | 1000-km-Rennen von Spa-Francorchamps Circuit de Spa-Francorchamps | LMP1   | Peugeot Total Sport    | Stéphane Sarrazin Pedro Lamy                             | Peugeot 908 HDi FAP     |
| 4   | 19. August    | 1000-km-Rennen von Spa-Francorchamps Circuit de Spa-Francorchamps | LMP2   | RML                    | Mike Newton Thomas Erdos                                 | MG-Lola EX264           |
| 4   | 19. August    | 1000-km-Rennen von Spa-Francorchamps Circuit de Spa-Francorchamps | GT1    | Team Oreca             | Stéphane Ortelli Soheil Ayari                            | Saleen S7R              |
| 4   | 19. August    | 1000-km-Rennen von Spa-Francorchamps Circuit de Spa-Francorchamps | GT2    | Team Felbermayr-Proton | Marc Lieb Xavier Pompidou                                | Porsche 996 GT3 RSR     |
|     |               |                                                                   |        |                        |                                                          |                         |
| 5   | 16. September | 1000-km-Rennen von Silverstone Silverstone Circuit                | LMP1   | Team Peugeot Total     | Nicolas Minassian Marc Gené                              | Peugeot 908 HDi FAP     |
| 5   | 16. September | 1000-km-Rennen von Silverstone Silverstone Circuit                | LMP2   | Barazi-Epsilon         | Juan Barazi Michel Vergers Karim Ojjeh                   | Zytek 07S/2             |
| 5   | 16. September | 1000-km-Rennen von Silverstone Silverstone Circuit                | GT1    | Team Oreca             | Stéphane Ortelli Soheil Ayari                            | Saleen S7R              |
| 5   | 16. September | 1000-km-Rennen von Silverstone Silverstone Circuit                | GT2    | Virgo Motorsport       | Rob Bell Gianmaria Bruni                                 | Ferrari F430GTC         |
|     |               |                                                                   |        |                        |                                                          |                         |
| 6   | 11. November  | Mil Milhas Autódromo José Carlos Pace                             | LMP1   | Team Peugeot Total     | Nicolas Minassian Marc Gené                              | Peugeot 908 HDi FAP     |
| 6   | 11. November  | Mil Milhas Autódromo José Carlos Pace                             | LMP2   | Barazi-Epsilon         | Juan Barazi Michel Vergers Karim Ojjeh                   | Zytek 07S/2             |
| 6   | 11. November  | Mil Milhas Autódromo José Carlos Pace                             | GT1    | Aston Martin Larbre    | Roger Fisken Roland Bervillé Steve Zacchia Fernando Rees | Aston Martin DBR9       |
| 6   | 11. November  | Mil Milhas Autódromo José Carlos Pace                             | GT2    | Team Felbermayr-Proton | Marc Lieb Xavier Pompidou Marc Basseng                   | Porsche 996 GT3 RSR     |

### 1000km Monza
| LMP1 | Gesamt | Fahrer                                                 | Team                       | Zeit        |
| ---- | ------ | ------------------------------------------------------ | -------------------------- | ----------- |
| 1    | 1      | Nicolas Minassian Marc Gené                            | Team Peugeot Total         | 4:59:20,735 |
| 2    | 2      | Emmanuel Collard Jean-Christophe Boullion              | Pescarolo Sport            | +1 Runde    |
| 3    | 3      | Stéphane Sarrazin Pedro Lamy                           | Team Peugeot Total         | +2 Runden   |
| LMP2 | Gesamt | Fahrer                                                 | Team                       | Zeit        |
| 1    | 6      | Fredy Lienhard Didier Theys Eric van de Poele          | Horag Racing               | +8 Runden   |
| 2    | 8      | Mike Newton Thomas Erdos                               | RML                        | +12 Runden  |
| 3    | 23     | William Binnie Allen Timpany Chris Buncombe            | Binnie Motorsports         | +23 Runden  |
| GT1  | Gesamt | Fahrer                                                 | Team                       | Zeit        |
| 1    | 9      | Luc Alphand Jérôme Policand Patrice Goueslard          | Luc Alphand Aventures      | +13 Runden  |
| 2    | 10     | Christophe Bouchut Fabrizio Gollin Gabriele Gardel     | Aston Martin Racing Larbre | +14 Runden  |
| 3    | 11     | Jean-Luc Blanchemain Sébastien Dumez Vincent Vosse     | Luc Alphand Aventures      | +14 Runden  |
| GT2  | Gesamt | Fahrer                                                 | Team                       | Zeit        |
| 1    | 14     | Sergio Hernández Alessandro Bonetti Fabrizio de Simone | G.P.C. Sport               | +19 Runden  |
| 2    | 15     | Alex Caffi Denny Zardo                                 | Scuderia Villorba Corse    | +19 Runden  |
| 3    | 16     | Robert Bell Allan Simonsen                             | Virgo Motorsport           | +19 Runden  |

Das 1000-km-Rennen von Monza fand am 15. April auf dem Autodromo Nationale Monza statt und ging über eine Distanz von 173 Runden à 5,793 km, also insgesamt 1002,189 km.
Nicolas Minassian erreichte im Qualifying in einer Zeit von 1:34,503 die Pole-Position im Peugeot 908 vor dem Teamkollegen Stéphane Sarrazin. In der LMP2 stellte Angel Burgueño seinen Lola auf Gesamtposition 10. Unter den GT1-Wagen erzielte das Team ORECA mit 1:45,443 die schnellste Zeit. Richard Lietz konnte für IMSA Performance Matmut die Bestzeit in der GT2 herausfahren, mit 1:50,381 reichte das für Gesamtplatz 28.
Im Rennen können sich die beiden Peugeots schnell vom Rest des Feldes absetzten, die ärgsten Verfolger von Pedro Lamy und Marc Gené sind Jean-Christophe Boullion im Pescarolo und Stefan Mücke im Lola von Charouz Racing Systems. Vor der 2-Stunden-Marke bekommt der Peugeot von Pedro Lamy und Stéphane Sarrazin technische Probleme und verliert vier Runden an der Box. Während die ersten beiden Plätze nun an die Fahrerduos Nicolas Minassian/Marc Gené und Emmanuel Collard/Jean-Christophe Boullion vergeben sind, überholt der zweite Peugeot einen Gegner nach dem anderen und kann bis zum Zieleinlauf auf den dritten Platz vorfahren, nachdem der Sportwagen zwischenzeitlich auf Gesamtrang 10 zurückgefallen war.
In der kleinen LMP-Klasse liegen nach wenigen Minuten drei Lolas an der Spitze, Thomas Erdos für RML, gefolgt von den Prototypen von Quifel ASM und Horag Racing. Die Positionen scheinen bezogen, als in der zweiten Rennhälfte erst der Lola des ASM-Teams in die Box geschoben wird und dann das Fahrzeug von Mike Newton und Thomas Erdos mit einem Kühlungsproblem an der Box steht. Der Wagen kann jedoch mit regelmäßigen Zwangspausen weiterfahren und erreicht trotz des Handicaps den zweiten Platz. Dahinter, aufgrund von technischer Problem weit abgeschlagen, liegt der Wagen von Binnie Motorsports. Als Klassensieger und auf dem sechsten Gesamtrang überquert der Schweizer Lola von Horag Racing die Ziellinie.
In der Anfangsphase wechselt die Führung, auch dank Safetycarphase, mehrfach zwischen dem Team-ORECA-Saleen und der Corvette C6.R von Luc Alphand. Letztendlich setzt sich ORECA gegenüber seinen Konkurrenten durch, jedoch ist nach 52 gefahrenen Runden das Rennen für ORECA beendet, ein Motorschaden stoppt die französische Mannschaft. Rund eine Stunde vor Rennende sind die Positionen bezogen, die beiden Fahrzeuge von Luc Alphand auf dem ersten und dem dritten Platz, der verbleibende Aston Martin DBR9 von Team Modena dazwischen.
Wie bei der großen GT-Klasse ist die Anfangsphase des Rennens im GT2-Feld durch Überholmanöver gekennzeichnet, wobei das Team von Farnbacher Racing zunächst die Oberhand behält. Nach einigen Drehern und technischen Problemen verschiedener Teilnehmer liegt nach drei Stunden der Ferrari F430 von Sergio Hernández, Alessandro Bonetti und Fabrizio De Simone vor einem weiteren Ferrari der englischen Scuderia-Villorba-Corse-Mannschaft. Während der Abstand zwischen den beiden Führenden eine Stunde vor Rennende 10 Sekunden beträgt, muss Porsche-Werksfahrer Marc Lieb den Meisterschaftslauf mit nur zwei funktionierenden Gängen beenden. Die Reihenfolge in der Spitze der GT2 bleibt bis zum Abwinken des Rennens bestehen.

### 1000km Valencia
| LMP1 | Gesamt | Fahrer                                              | Team                       | Zeit        |
| ---- | ------ | --------------------------------------------------- | -------------------------- | ----------- |
| 1    | 1      | Stéphane Sarrazin Pedro Lamy                        | Team Peugeot Total         | 6:01:22,555 |
| 2    | 2      | Jan Charouz Stefan Mücke Alex Yoong                 | Charouz Racing System      | +2 Runden   |
| 3    | 3      | Marcel Fässler Jean-Denis Delétraz Iradj Alexander  | Swiss Spirit               | +3 Runden   |
| LMP2 | Gesamt | Fahrer                                              | Team                       | Zeit        |
| 1    | 7      | Miguel Amaral Miguel Angel de Castro Angel Burgueño | Quifel ASM Team            | +10 Runden  |
| 2    | 8      | Jacques Nicolet Alain Filhol Bruce Jouanny          | Saulnier Racing            | +12 Runden  |
| 3    | 9      | Tim Greaves Stuart Moseley Robin Liddell            | Team Bruichladdich Radical | +12 Runden  |
| GT1  | Gesamt | Fahrer                                              | Team                       | Zeit        |
| 1    | 10     | Stéphane Ortelli Soheil Ayari                       | Team ORECA                 | +12 Runden  |
| 2    | 12     | Piergiuseppe Perazzini Marco Cioci Salvatore Tavano | Racing Box                 | +15 Runden  |
| 3    | 13     | Christophe Bouchut Fabrizio Gollin Gabriele Gardel  | Aston Martin Racing Larbre | +16 Runden  |
| GT2  | Gesamt | Fahrer                                              | Team                       | Zeit        |
| 1    | 18     | Marc Lieb Xavier Pompidou                           | Team Felbermayr-Proton     | +23 Runden  |
| 2    | 19     | Robert Bell Allan Simonsen                          | Virgo Motorsport           | +24 Runden  |
| 3    | 20     | Alex Caffi Denny Zardo                              | Scuderia Villorba Corse    | +24 Runden  |

Auf dem Circuit de la Comunitat Valenciana Ricardo Tormo fand am 6. Mai 2007 der zweite Lauf der LMS statt und ging über eine Distanz von 234 Runden. Dabei wurde eine Distanz von 947,934 km zurückgelegt.
Die Pole-Position wurde von Marc Gené herausgefahren, mit einer Zeit von 1:23.489 konnte er dem zweiten Peugeot 0,441 Sekunden abnehmen. In der LMP2 umrundete Michael Vergers den Kurs in 1:25.606, damit startete er von dem 4. Gesamtrang ins Rennen. Für die GT-Fahrzeuge ging die schnellste Qualifikationszeit, wie bereits in Monza, an Team ORECA und IMSA Performance.
Ähnlich wie in Monza können die beiden Werks-Peugeots bereits nach dem Start einen erheblichen Vorsprung herausfahren, einzig der Zytek von Arena Motorsports kann die Rundenzeiten der Turbodiesel mitgehen. Jedoch fällt das Fahrzeug aufgrund eines defekten Gaszugs in der dritten Stunde aus. Die Position übernimmt nach einem Dreikampf der Lola-Teams das Fahrzeug von Jan Charouz, Stefan Mücke und Alex Yoong. Der Doppelsieg für Peugeot ist ihnen unter normalen Rennbedingungen nicht mehr zu nehmen, als in der letzten Rennstunde der Peugeot mit der Nummer 7 in die Box geschoben wird. Die diagnostizierten Kupplungsprobleme bedeuten das Aus für den Prototyp. Nachdem die 6-Stundenmarke überschritten ist, wird das Rennen abgewinkt. Stéphane Sarrazin und Pedro Lamy gewinnen mit zwei Runden Vorsprung vor den beiden Lolas von Charouz Racing und Swiss Spirit.
Das Rennen des schnellsten Trainingsfahrzeugs der LMP2 verläuft durchwachsen. Schon in der ersten Runde muss Michael Vergers aufgrund eines Fahrfehlers das Rennen hinter allen anderen LMP-Fahrzeugen aufnehmen. Zwischenzeitlich wieder Erster der kleinen Prototypen, fällt der Wagen wegen technischer Probleme auf Gesamtrang 22 zurück. Immer besser finden dagegen die beiden Lokalmatadoren Miguel Angel de Castro und Angel Burgueño ins Rennen. Zunächst auf dem dritten Klassenrang gestartet, überholen sie in der letzten Rennstunde das bisher führende LMP2-Fahrzeug von Vitaly Petrov und Jean-Marc Gounon. Am Ende gewinnen sie ihre Klasse mit zwei Runden Vorsprung vor dem Wagen von Saulnier Racing.
Einen Start-Ziel-Sieg können Stéphane Ortelli und Soheil Ayari für Team ORECA herausfahren. Während ihr Saleen S7-R ohne Probleme den Kurs 222 Mal umrundet, werden die anderen Teams mit technischen Problemen und kleineren Kollisionen zurückgeworfen. Am Ende überqueren beide Saleen vor dem Aston Martin DBR9 des Larbre-Teams die Ziellinie.
In der kleinen GT-Klasse fahren am Anfang die beiden Porsche von Felbermayr-Proton und IMSA Performance den restlichen GT2-Fahrzeugen davon, jedoch können zur Rennhälfte sowohl Virgo Motorsport, als auch Scuderia Villorba Corse wieder aufschließen. Rund eine Stunde vor Rennende sieht es dennoch nach einem Klassensieg für Raymond Narac und Richard Lietz aus, als der LMP2-Fahrer Bruce Jouanny beim Überrunden früh zurück auf die Ideallinie zieht und Lietz in die Mauer abdrängt. Das bedeutete das Aus für den Porsche von IMSA Performance und eine 30 Sekunden-Stop-and-Go-Strafe für das Team von Saulnier Racing.

### 1000km Nürburgring
| LMP1 | Gesamt | Fahrer                                              | Team                       | Zeit        |
| ---- | ------ | --------------------------------------------------- | -------------------------- | ----------- |
| 1    | 1      | Stéphane Sarrazin Pedro Lamy                        | Team Peugeot Total         | 6:01:13,828 |
| 2    | 2      | Marc Gené Nicolas Minassian                         | Team Peugeot Total         | +1 Runde    |
| 3    | 3      | Emmanuel Collard Jean-Christophe Boullion           | Pescarolo Sport            | +3 Runden   |
| LMP2 | Gesamt | Fahrer                                              | Team                       | Zeit        |
| 1    | 6      | Mike Newton Thomas Erdos                            | RML                        | +6 Runden   |
| 2    | 7      | Juan Barazi Michael Vergers Karim Ojjeh             | Barazi-Epsilon             | +7 Runden   |
| 3    | 10     | Miguel Amaral Miguel Angel de Castro Angel Burgueño | Quifel ASM Team            | +7 Runden   |
| GT1  | Gesamt | Fahrer                                              | Team                       | Zeit        |
| 1    | 16     | Stéphane Ortelli Soheil Ayari                       | Team ORECA                 | +13 Runden  |
| 2    | 18     | Luc Alphand Jérôme Policand Patrice Goueslard       | Luc Alphand Aventures      | +14 Runden  |
| 3    | 19     | Christophe Bouchut Fabrizio Gollin Gabriele Gardel  | Aston Martin Racing Larbre | +14 Runden  |
| GT2  | Gesamt | Fahrer                                              | Team                       | Zeit        |
| 1    | 25     | Robert Bell Allan Simonsen                          | Virgo Motorsport           | +21 Runden  |
| 2    | 26     | Marc Lieb Xavier Pompidou                           | Team Felbermayr-Proton     | +21 Runden  |
| 3    | 20     | Pierre Ehret Dirk Werner Lars-Erik Nielsen          | Farnbacher Racing          | +22 Runden  |

Das traditionsreiche 1000-km-Rennen auf dem Nürburgring fand am 1. Juli 2007 auf dem Grand-Prix-Kurs des Nürburgrings statt und ging über eine Distanz von 1003,860 km; dabei wurde der Kurs 195-mal umrundet.
Die erste Startreihe sicherten sich erneut die beiden dieselbetriebenen Sportprototypen von Peugeot. Marc Gené konnte mit einer 1:41,867 die Polezeit des Vorjahres um fast vier Sekunden unterbieten. Der beste Platz eines LMP2-Fahrzeugs wurde von Thomas Erdos für das britische RML-Team herausgefahren. Mit einer 1:45,492 reichte es somit für die achte Startposition. Soheil Ayhari fuhr auf Platz 24, damit ging die schnellste GT1-Zeit an das ORECA Team. Der zweitplatzierte Aston Martin DBR9 von Team Modena verfehlte die Bestzeit um fast eine Sekunde. Weitaus knapper verlief die Qualifikation in der GT2-Kategorie, mit 0,140 Sekunden Vorsprung stand erstmals in der Saison 2007 ein Ferrari am Anfang des GT2-Feldes. Somit beendete das Virgo Motorsport Team die Qualifikation, dank Robert Bell, mit einer 1:58,930 auf Startplatz 31.
Nach dem Rennstart können die beiden Peugeots Abstand zum Rest des Feldes aufbauen. Schnellster Benziner ist der Werkscourage von Jean-Marc Gounon und Guillaume Moreau, da sowohl der Charouz, als auch Racing for Holland aufgrund technischer Ungereimtheiten aus der letzten Startreihe starten. Nach gut der Hälfte des Rennens überholt der Pescarolo mit der Nummer 16 den an dritter Stelle liegenden Courage. Während die ersten drei Plätze bis zum Ende des Rennens nicht mehr wechseln, strandet Jean-Marc Gounon im Kiesbett und kann erst mit Hilfe der Streckenposten befreit werden. Das Team von Charouz Racing Systems und Creation Automotive nutzen die ungewollte Standzeit des Courage, ziehen vorbei und werden im Ziel als Vierte und Fünfte gewertet.
Die schnellsten LMP2-Fahrzeuge sind nach dem Start die beiden Lolas von RML und Quifel ASM; der dritte Platz wechselt bis zur Rennhälfte einige Male zwischen dem Radical von Embassy Racing und dem Zytek von Barazi-Epsilon. Rund zwei Stunden vor Rennende kann Karim Ojjeh das Fahrzeug von Quifel ASM überholen und fährt somit auf die zweite Klassenposition. Da im Spitzenfeld der LMP2 bis zum Schwenken der Zielflagge keine weiteren Positionen getauscht werden, erzielen Mike Newton und Thomas Erdos ihren ersten Klassensieg in dieser Saison.
Die GT1-Fahrzeuge bleiben von Start weg dicht beieinander, nur der Saleen von Team ORECA kann sich vom Rest des GT1-Feldes etwas absetzen. Vor der 3-Stundenmarke ereilt das führende Fahrzeug ein Reifenschaden, und es muss unplanmäßig die Box aufsuchen. Dennoch kann es die Klassenführung nach vier gefahrenen Stunden wieder an sich reißen und gibt diese bis zum Ende des Rennens nicht mehr her.
In der Kategorie der kleinen Gran-Turismo-Fahrzeuge führt von Start weg der Virgo Ferrari von Robert Bell und Allan Simonsen, dahinter die beiden Porsche von Felbermayr-Proton und Farnbacher Racing. Das Rennen verläuft sehr unspektakulär, neben den Positionswechsel durch Boxenstopps bleibt die Reihenfolge der Fahrzeuge bis zum Ende des Rennens konstant.

### 1000km Spa-Francorchamps
| LMP1 | Gesamt | Fahrer                                                 | Team                       | Zeit        |
| ---- | ------ | ------------------------------------------------------ | -------------------------- | ----------- |
| 1    | 1      | Stéphane Sarrazin Pedro Lamy                           | Team Peugeot Total         | 5:47:47,313 |
| 2    | 2      | Emmanuel Collard Jean-Christophe Boullion              | Pescarolo Sport            | +2 Runden   |
| 3    | 4      | Harold Primat Christophe Tinseau                       | Pescarolo Sport            | +5 Runden   |
| LMP2 | Gesamt | Fahrer                                                 | Team                       | Zeit        |
| 1    | 3      | Mike Newton Thomas Erdos                               | RML                        | +3 Runden   |
| 2    | 5      | Miguel Amaral Miguel Angel de Castro Angel Burgueño    | Quifel ASM Team            | +6 Runden   |
| 3    | 7      | Fredy Lienhard Didier Theys Eric van de Poele          | Horag Racing               | +7 Runden   |
| GT1  | Gesamt | Fahrer                                                 | Team                       | Zeit        |
| 1    | 6      | Stéphane Ortelli Soheil Ayari                          | Team ORECA                 | +6 Runden   |
| 2    | 8      | Christophe Bouchut Fabrizio Gollin Gabriele Gardel     | Aston Martin Racing Larbre | +7 Runden   |
| 3    | 9      | Luc Alphand Jérôme Policand Patrice Goueslard          | Luc Alphand Aventures      | +9 Runden   |
| GT2  | Gesamt | Fahrer                                                 | Team                       | Zeit        |
| 1    | 17     | Marc Lieb Xavier Pompidou                              | Team Felbermayr-Proton     | +13 Runden  |
| 2    | 18     | Robert Bell Allan Simonsen                             | Virgo Motorsport           | +14 Runden  |
| 3    | 19     | Sergio Hernández Alessandro Bonetti Fabrizio de Simone | G.P.C. Sport               | +15 Runden  |

Die 1000 km von Spa-Francorchamps fanden am 19. August statt und gingen über eine Distanz von 143 Runden à 7,004 km, also insgesamt 1001,572 km.
Nicolas Minassian konnte im Qualifying die schnellste Runde herausfahren und scheiterte nur knapp an der 2 Minuten-Marke. Beachtenswert, es war die vierte Pole-Position in vier Rennen für das Peugeot Team mit der Startnummer 7. In der LMP2 erzielte der RML MG-Lola mit einer Rundenzeit von 2:06.660 die beste Startposition seiner Klasse. Auf Gesamtposition 22 und somit schnellster GT1, stand der Saleen S7R von Team ORECA. Stéphane Ortelli umrundete den Kurs mit 2:14.715 somit rund eine halbe Sekunde schneller, als der zweitplatzierte Wagen des Racing Box Team. In der GT2 ging die beste Startposition an Marc Lieb, der für das Team Felbermayr-Proton den Gesamtstartplatz 31 erfahren konnte.
Bereits in der ersten Kurve kommt es zu einer Kollision des Werkscourage mit dem Chavouz Lola-Judd. Beide Fahrzeuge können nach längerer Reparaturpause weiterfahren, jedoch ist für den Werkscourage das Rennen nach 15 Runden gelaufen. Unbehelligt vom Unfall fahren beide Peugeots dem Feld davon, stärkster Verfolger ist der Pescarolo Sport Wagen von Emmanuel Collard und Jean-Christophe Boullion. Nach gut einer Stunde werden am Peugeot mit der Nummer 7 Reparaturen vorgenommen, danach kann der Prototyp zwar weiterfahren, aber nach gut zehn Minuten wird der Wagen in der Box abgestellt und aufgegeben. Derweil sind die Positionen der LMP1 bezogen, der verbleibende Peugeot führt bis zum Rennende vor beiden Pescarolos.
Das Rennen der LMP2 gestaltet sich verhältnismäßig unspektakulär, während Mike Newton und Thomas Erdos sich schnell absetzen können, kämpfen in der ersten Rennhälfte der Lola von Binnie Motorsport und der Radical von Embassy um eine Podiumsplatzierung, bei dem Warren Hughes am Ende im Kiesbett strandet. In der zweiten Rennhälfte bekommt auch Binnie Motorsport Probleme, nach einem Kontakt mit dem Fahrzeug von Saulnier Racing muss der Wagen die mehrere Runden in der Box repariert werden. Ebenfalls im Gefecht um den zweiten Platz setzt Michael Vergers seinen Prototyp von Barazi-Epsilon an die Mauer und muss das Rennen aufgeben. Der aufrückende Lola der Horag Lister Mannschaft erbt den dritten Podiumsplatz hinter dem Gesamtdritten und führenden LMP2 vom Team RML und Team Quifel ASM.
In der GT1 bildet sich schnell ein Führungstrio, bestehend aus dem Team ORECA Saleen, der Luc Alphand Corvette und dem Aston Martin von Team Larbre. Während des Rennens kann sich der Aston Martin an der zweitplatzierten Corvette vorbeiquetschen und fährt das Rennen auf Gesamtrang 8 ins Ziel. Die restlichen Podiumsplätze werden durch Stéphane Ortelli und Soheil Ayari für das französische ORECA Team und von Luc Alphand, Patrice Gouslard und Jerome Policand komplettiert.
Den Start der GT2 Fahrzeuge gewinnt der Felbermayr-Proton Porsche, gefahren von Marc Lieb und Xavier Pompidou. Direkt dahinter die Fahrerpaarung Robert Bell und Allan Simonsen, gefolgt vom französischen IMSA Performance Matmut Team. Während des Rennens kommt es zu zahlreichen Drehern, Abflügen und Kollisionen, die mehrere SafetyCar-Einsätze auslösen. Auch wenn zwischenzeitlich das Fahrzeug von Robert Bell in Führung liegt, gewinnt am Ende Felbermayr-Proton, vor den beiden Ferraris von Virgo Motorsport und GPC Sport.

### 1000km Silverstone
| LMP1 | Gesamt | Fahrer                                              | Team                    | Zeit        |
| ---- | ------ | --------------------------------------------------- | ----------------------- | ----------- |
| 1    | 1      | Nicolas Minassian Marc Gené                         | Team Peugeot Total      | 6:01:13,828 |
| 2    | 2      | Emmanuel Collard Jean-Christophe Boullion           | Pescarolo Sport         | +2 Runden   |
| 3    | 3      | Stuart Hall João Barbosa Martin Short               | Rollcentre Racing       | +4 Runden   |
| LMP2 | Gesamt | Fahrer                                              | Team                    | Zeit        |
| 1    | 5      | Juan Barazi Michael Vergers Karim Ojjeh             | Barazi-Epsilon          | +8 Runden   |
| 2    | 7      | Tom Kimber-Smith Danny Watts                        | Team LNT                | +9 Runden   |
| 3    | 8      | Miguel Amaral Miguel Angel de Castro Angel Burgueño | Quifel ASM Team         | +10 Runden  |
| GT1  | Gesamt | Fahrer                                              | Team                    | Zeit        |
| 1    | 12     | Stéphane Ortelli Soheil Ayari                       | Team ORECA              | +14 Runden  |
| 2    | 13     | Antonio García Darren Turner                        | Team Modena             | +15 Runden  |
| 3    | 15     | Jean-Luc Blanchemain Sébastien Dumez Vincent Vosse  | Luc Alphand Aventures   | +18 Runden  |
| GT2  | Gesamt | Fahrer                                              | Team                    | Zeit        |
| 1    | 20     | Robert Bell Gianmaria Bruni                         | Virgo Motorsport        | +22 Runden  |
| 2    | 22     | Raymond Narac Richard Lietz                         | IMSA Performance Matmut | +23 Runden  |
| 3    | 23     | Mike Hezemans Peter Dumbreck                        | Spyker Squadron         | +24 Runden  |

Die 1000 km Silverstone auf dem Silverstone Circuit, nahe der Stadt Northampton, fanden am 8. April 2007 statt und gingen über eine Distanz von 195 Runden à 5,141 km, also insgesamt 1002,495 km.
Mit einer Zeit von 1:31,692 fährt Nicolas Minassian auf die Pole-Position, gefolgt von seinem Teamkollegen Pedro Lamy, der die erste Startreihe für Peugeot komplettiert. Schnellster LMP2 ist der Zytek von Team LNT mit einer Zeit von 1:35,149, somit Gesamtstartplatz 4. In der GT1 konnte sich das Team Modena nicht nur die erste GT1-Qualifikationsbestzeit in dieser Saison notieren lassen, sondern auch die Serie vom Team ORECA stoppen, die zum ersten Mal in dieser Saison hinter einem anderen GT1-Fahrzeug ins Rennen gehen. Mit einer Rundenzeit von 1:49,730 reicht es für Virgo Motorsports für Startplatz 29, noch vor allen anderen GT2-Fahrzeugen.
Die beiden Peugeots können ihre Startposition sofort in eine Führung umsetzen und legen schnell eine Lücke zwischen sich und den Rest des Feldes. Nach Vollendung der Rennhalbzeit ereilt den Peugeot von Marc Gené ein Reifenschaden, der ihn zwingt fast eine komplette Runde um den Kurs zu humpeln, während zwischen dem Charouz Lola und dem Pescarolo mit der Nummer 16 ein Kampf um die Reihenfolge auf dem Siegerpotest entbrennt. Nutznießer dieser Situation ist der zurückgefallene Peugeot, der sich dem Duo schnell nähert und rund eine halbe Stunde vor Rennende überholt. Nur wenige Minuten später fährt der Peugeot mit der Nummer 8 in die Box, das Fahrzeug wird von der Rennleitung inspiziert und kurz darauf wegen des gebrochenen Radkasten disqualifiziert. Die beiden Pescarolo-Teams erben knapp fünf Minuten vor Rennende die Positionen 2 und 3.
In der LMP2 wechselt die Führung bis zu dritten Rennstunde mehrfach, danach führt der Zytek von Barazi-Epsilon und gibt diese bis zum Rennende nicht mehr auf. Der bevorstehende Doppelsieg gleitet dem britischen Hersteller Zytek fast aus den Händen, als das Fahrzeug vom Team LNT und der Binnie Motorsport Lola wenige Minuten vor Rennende im Kies strandet. Jedoch schafft Tom Kimber-Smith sich zu befreien, bevor der portugiesische Lola überholen kann.
Während in der Anfangsphase die GT1-Fahrzeuge eng beieinander liegen, dünnt sich das Feld aufgrund von Fahrfehlern immer weiter aus. Daher führt in der dritten Rennstunde Team Modena vor Team ORECA. Knapp 2 Stunden vor Rennende übernimmt Stéphane Ortelli die Führung in der GT1-Wertung und fährt die französische Mannschaft zum vierten Klassensieg in diesem Jahr.
Robert Bell und Gianmaria Bruni können sich schnell vom Feld absetzen, gefolgt von den Fahrzeugen von IMSA Performance Matmut und Feldmeyer-Proton. Während das Team von Virgo Motorsport einem Klassensieg entgegen fährt, schleicht der ärgste Verfolger erst auf drei Reifen um den Kurs und muss rund eine Stunde vor Rennende aufgeben. Neben dem Ferrari von Virgo Motorsport und dem Porsche von IMSA Performance Matmut, steht zum ersten Mal in dieser Saison ein Spyker auf dem GT2-Podium.

### Mil Milhas
| LMP1 | Gesamt | Fahrer                                                       | Team                       | Zeit        |
| ---- | ------ | ------------------------------------------------------------ | -------------------------- | ----------- |
| 1    | 1      | Nicolas Minassian Marc Gené                                  | Team Peugeot Total         | 8:58:21,822 |
| 2    | 2      | Stéphane Sarrazin Pedro Lamy                                 | Team Peugeot Total         | +12 Runden  |
| 3    | 3      | Jamie Campbell-Walter Stuart Hall Felipe Ortiz               | Creation Autosportif       | +16 Runden  |
| LMP2 | Gesamt | Fahrer                                                       | Team                       | Zeit        |
| 1    | 5      | Juan Barazi Michael Vergers Karim Ojjeh                      | Barazi-Epsilon             | +23 Runden  |
| 2    | 16     | Warren Hughes Darren Manning Mario Haberfeld                 | Embassy Racing             | +96 Runden  |
| 3    | -      | -                                                            | -                          | -           |
| GT1  | Gesamt | Fahrer                                                       | Team                       | Zeit        |
| 1    | 6      | Gregor Fisken Steve Zacchia Roland Bervillé Fernando Rees    | Aston Martin Racing Larbre | +45 Runden  |
| 2    | 11     | Olivier Beretta Oliver Gavin Patrice Goueslard               | Luc Alphand Aventures      | +54 Runden  |
| 3    | -      | -                                                            | -                          | -           |
| GT2  | Gesamt | Fahrer                                                       | Team                       | Zeit        |
| 1    | 7      | Marc Lieb Xavier Pompidou Marc Basseng                       | Team Felbermayr-Proton     | +48 Runden  |
| 2    | 8      | Alexandre Negrão, Sr. Alexandre Negrão, Jr. Andreas Mattheis | JMB Racing                 | +50 Runden  |
| 3    | 9      | Ben Aucott Robert Bell Philipp Peter                         | JMB Racing Aucott Racing   | +51 Runden  |

Auf dem Autódromo José Carlos Pace fand am 10. November 2007 der letzte Lauf der Le Mans Series 2007 statt und ging erstmals über eine Distanz von mehr als 1000 km. Der Rennkurs wurde 374-mal umrundet, was einer Strecke von 1611,566 km entspricht.
Das Qualifying konnte erstmals Stéphane Sarrazin für sich entscheiden, mit einer 1:18,787 war er somit rund 0,2 Sekunden schneller als seine Teamkollegen Nicolas Minassian und Marc Gené. Für Gesamtposition 5 und Klassenschnellster der LMP2 reichte Michael Vergers eine 1:23,449. In der GT1 stellte der mehrfache ALMS-Sieger Olivier Beretta die Corvette von Luc Alphand auf die achte Gesamtposition. Eine Startreihe dahinter startet der schnellste GT2, pilotiert von Dirk Werner auf der zehnten Position.
Das 1000 Meilen-Rennen beginnt dramatisch, das Fahrzeug auf der Pole-Position kommt nicht von der Stelle und kann erst anfahren, nachdem sich das Feld in der Einführungsrunde befindet. Die Schaltung hängt zwischen den Gängen und die Elektronik blockiert deshalb die Antriebsräder. Pedro Lamy braucht gut eine Stunde um seinen Peugeot von hinten auf die zweite Position zu fahren und sich hinter seinem Teamkollegen einzureihen. Eine halbe Stunde später bricht bei Jean-Christophe Boullion beim Anbremsen des Senna-S die Vorderradaufhängung, er kann das Auto abfangen ohne die Streckenbegrenzung zu berühren und danach in die Box fahren. Nach Überschreiten der Rennhalbzeit wird der Peugeot von Pedro Lamy und Stéphane Sarrazin an die Box geschoben um Reparaturen vorzunehmen, kann jedoch weiterfahren, bevor sich der Pescarolo wieder in Schlagdistanz befindet. Nach der siebten Rennstunde muss der Peugeot mit der Nummer 8 zweimal unplanmäßig die Box aufsuchen, kann aber nach einigen Reparaturen weiterfahren, verliert aber mehrere Runden auf das führende Schwesterfahrzeug. Nach 374 Runden wird das Rennen abgewinkt. Pedro Lamy und Stéphane Sarrazin gewinnen als Zweitplatzierte die Meisterschaft.
Wie der Peugeot, kann auch der Pilbeam der Pierre Bruneau Mannschaft nicht anfahren und wird in die Box geschoben, kann später zwar weiterfahren, schlägt jedoch in der zweiten Rennhälfte in die Mauer ein und verbaut sich somit die sichere Podiumsposition. Die beiden verbleibenden LMP2 fahren eng beieinander, bis der Embassy Radical nach einem Abflug ins Kiesbett mehrere Runden an der Box verliert und sich somit Juan Barazi, Michael Vergers und Karim Ojjeh ihren zweiten Klassensieg für Barazi-Epsilon sichern können.
In der GT1 kann sich die Corvette des Luc Alphand Team schnell vom Aston Martin absetzen. Nach fünf Stunden beträgt der Vorsprung bereits sieben Runden, allerdings muss die Corvette kurz darauf bei einem längeren Reparaturaufenthalt die Führung in der GT1 abgeben. Da der Larbre Mannschaft kein Fehler unterläuft können diese im letzten Lauf der Meisterschaft ihren ersten Klassensieg in dieser Saison verbuchen.
Während in der GT2 die Felbermayr-Proton Porsche mit der Nummer 79 und 88 durch mehrfache Reifenschäden am rechten Hinterrad auffallen, fährt das Schwesterauto von Marc Lieb, Xavier Pompidou und Marc Basseng einen ungefährdeten Klassensieg ein. Aufgrund technischer Probleme der Teams von GPC und James Watt Automotive kann das monegassische JMB Racing Team zwei Ferraris auf das GT2-Podium befördern, wobei eines der Fahrzeuge komplett mit brasilianischen Lokalmatadoren besetzt ist. Im anderen JMB Ferrari befindet sich unter anderem der Meisterschaftsführende Robert Bell, der seinen eigenen Ferrari nicht nach Interlagos gebracht hat.

## Gesamtpunktestand

### Fahrerwertung
Innerhalb jeder der vier Klassen werden an die Fahrer der ersten acht Fahrzeuge Punkte wie folgt verteilt: 10-8-6-5-4-3-2-1. Fahrer, die nicht mindestens eine Stunde gefahren sind, erhalten keine Punkte. Sollten zwei oder mehrere Fahrer gleiche Anzahl von Meisterschaftspunkte haben, werden diejenigen besser gestellt, die in der Saison das beste Einzelresultat erzielen konnten. Haben alle Fahrer dasselbe Resultat erzielt, wird demjenigen der Vorrang gegeben, der die meisten Platzierungen mit dem Ergebnis vorweisen kann. Sollten alle Fahrer die gleiche Anzahl an entsprechenden Resultaten haben, wird derjenige besser bewertet, der das Einzelresultat als erstes erzielte. Ansonsten belegen alle Fahrer dieselbe Platzierung.

#### LMP1
Die Entscheidung über den Meistertitel in der Fahrerwertung fiel erst im letzten Saisonrennen. Stéphane Sarrazin und Pedro Lamy führten zwar seit dem zweiten Saisonlauf, jedoch ermöglichten es die technischen Probleme und der daraus resultierende Rückstand in Silverstone Jean-Christophe Boullion, der bis dahin konstant in die Punkte fahren konnte, erneut aufzuschließen. Durch das bessere Ergebnis im letzten Rennen ging der Titel mit 4,5 Punkten Vorsprung an Pedro Lamy und Stéphane Sarrazin. Der zweite Pescarolo-Stammfahrer Emmanuel Collard verbaute sich bereits vorzeitig die Meisterschaft, da er aufgrund von Verpflichtungen als Porsche-Werksfahrer in der FIA-GT am 1000-Kilometer-Rennen von Valencia nicht teilnahm.
| Platz | Fahrer                   | Team                                   | Lauf 1 | Lauf 2 | Lauf 3 | Lauf 4 | Lauf 5 | Lauf 6† | Total |
| ----- | ------------------------ | -------------------------------------- | ------ | ------ | ------ | ------ | ------ | ------- | ----- |
| 1     | Stéphane Sarrazin        | Team Peugeot Total                     | 6      | 10     | 10     | 10     |        | 4       | 40    |
| =     | Pedro Lamy               | Team Peugeot Total                     | 6      | 10     | 10     | 10     |        | 4       | 40    |
| 2     | Jean-Christophe Boullion | Pescarolo Sport                        | 8      | 4      | 6      | 8      | 8      | 2,5     | 36,5  |
| 3     | Nicolas Minassian        | Team Peugeot Total                     | 10     |        | 8      |        | 10     | 5       | 33    |
| =     | Marc Gené                | Team Peugeot Total                     | 10     |        | 8      |        | 10     | 5       | 33    |
| 4     | Emmanuel Collard         | Pescarolo Sport                        | 8      |        | 6      | 8      | 8      | 2,5     | 32,5  |
| 5     | Stuart Hall              | Rollcentre Racing Creation Autosportif | 3      | 5      |        | 5      | 6      | 3       | 22    |
| 6     | João Barbosa             | Rollcentre Racing                      | 3      | 5      |        | 5      | 6      |         | 19    |
| 7     | Harold Primat            | Pescarolo Sport                        | 5      | 3      |        | 6      |        | 2,5     | 16,5  |
| 8     | Jan Charouz              | Charouz Racing System                  |        | 8      | 5      | 2      |        |         | 15    |
| =     | Stefan Mücke             | Charouz Racing System                  |        | 8      | 5      | 2      |        |         | 15    |
| 9     | Jamie Campbell-Walter    | Creation Autosportif                   |        |        | 4      | 3      | 5      | 3       | 15    |
| =     | Felipe Ortiz             | Creation Autosportif                   |        |        | 4      | 3      | 5      | 3       | 15    |
| 10    | Christophe Tinseau       | Pescarolo Sport                        | 5      | 3      |        | 6      |        |         | 14    |
| 11    | Alex Yoong               | Charouz Racing System                  |        | 8      | 5      |        |        |         | 13    |
| 12    | Tom Chilton              | Arena Motorsports International        |        |        | 3      |        | 4      |         | 7     |
| 13    | Marcel Fässler           | Swiss Spirit                           |        | 6      |        |        |        |         | 6     |
| =     | Jean-Denis Delétraz      | Swiss Spirit                           |        | 6      |        |        |        |         | 6     |
| =     | Iradj Alexander          | Swiss Spirit                           |        | 6      |        |        |        |         | 6     |
| 14    | Gareth Evans             | Chamberlain-Synergy Motorsport         |        | 2      |        | 4      |        |         | 6     |
| =     | Bob Berridge             | Chamberlain-Synergy Motorsport         |        | 2      |        | 4      |        |         | 6     |
| =     | Peter Owen               | Chamberlain-Synergy Motorsport         |        | 2      |        | 4      |        |         | 6     |
| 15    | Haruki Kurosawa          | Creation Autosportif                   |        |        |        |        | 5      |         | 5     |
| 16    | Jean-Marc Gounon         | Courage Compétition                    | 4      |        | 1      |        |        |         | 5     |
| =     | Guillaume Moreau         | Courage Compétition                    | 4      |        | 1      |        |        |         | 5     |
| 17    | Alexander Frei           | Courage Compétition                    | 2      |        |        |        | 3      |         | 5     |
| =     | Jonathan Cochet          | Courage Compétition                    | 2      |        |        |        | 3      |         | 5     |
| 18    | Romain Dumas             | Pescarolo Sport                        |        | 4      |        |        |        |         | 4     |
| 19    | Shinji Nakano            | Creation Autosportif                   |        |        | 4      |        |        |         | 4     |
| 20    | Max Chilton              | Arena Motorsports International        |        |        |        |        | 4      |         | 4     |
| 21    | Hayanari Shimoda         | Arena Motorsports International        |        |        | 3      |        |        |         | 3     |
| 22    | Jan Lammers              | Racing for Holland                     | 1      |        | 2      |        |        |         | 3     |
| =     | Jeroen Bleekemolen       | Racing for Holland                     | 1      |        | 2      |        |        |         | 3     |
| =     | David Hart               | Racing for Holland                     | 1      |        | 2      |        |        |         | 3     |

† - Für den Lauf in Interlagos wurden nur halbe Punkte vergeben, da weniger als fünf Fahrzeuge in dieser Klasse am Rennen teilgenommen haben.

#### LMP2
Die Meisterschaft in der LMP2 war durch den Rennverlauf in Silverstone noch nicht entschieden. Sowohl Mike Newton und Thomas Erdos, als auch Miguel Amaral, Miguel Angel de Castro und Angel Burgueño hatten noch die Möglichkeit die Meisterschaft zu gewinnen. Allerdings nahm keiner der Titelaspiranten am letzten Lauf in Südamerika teil. Da für den Lauf in Brasilien nur drei LMP2-Fahrzeuge angemeldet waren, ging der Meistertitel endgültig an Mike Newton und Thomas Erdos, selbst wenn einer der Quifel-ASM-Fahrer in einem anderen Prototyp am Rennen teilgenommen hätte. Denn aufgrund der geringen Anzahl an Rennwagen entschied der ACO nur halbe Meisterschaftspunkte zu vergeben. Daher konnte man für einen Sieg nur fünf anstatt der üblichen zehn Punkte erzielen. Für einen Gleichstand wären jedoch sechs Punkte nötig gewesen.
| Platz | Fahrer                 | Team                       | Lauf 1 | Lauf 2 | Lauf 3 | Lauf 4 | Lauf 5 | Lauf 6† | Total |
| ----- | ---------------------- | -------------------------- | ------ | ------ | ------ | ------ | ------ | ------- | ----- |
| 1     | Mike Newton            | RML                        | 8      | 3      | 10     | 10     | 5      |         | 36    |
| =     | Thomas Erdos           | RML                        | 8      | 3      | 10     | 10     | 5      |         | 36    |
| 2     | Miguel Amaral          | Quifel ASM Team            |        | 10     | 6      | 8      | 6      |         | 30    |
| =     | Miguel Angel de Castro | Quifel ASM Team            |        | 10     | 6      | 8      | 6      |         | 30    |
| =     | Angel Burgueño         | Quifel ASM Team            |        | 10     | 6      | 8      | 6      |         | 30    |
| 3     | Juan Barazi            | Barazi-Epsilon             |        | 2      | 8      |        | 10     | 5       | 25    |
| =     | Michael Vergers        | Barazi-Epsilon             |        | 2      | 8      |        | 10     | 5       | 25    |
| =     | Karim Ojjeh            | Barazi-Epsilon             |        | 2      | 8      |        | 10     | 5       | 25    |
| 4     | Jacques Nicolet        | Saulnier Racing            | 5      | 8      | 2      | 5      | 3      |         | 23    |
| =     | Alain Filhol           | Saulnier Racing            | 5      | 8      | 2      | 5      | 3      |         | 23    |
| =     | Bruce Jouanny          | Saulnier Racing            | 5      | 8      | 2      | 5      | 3      |         | 23    |
| 5     | Fredy Lienhard         | Horag Racing               | 10     |        | 5      | 6      |        |         | 21    |
| =     | Eric van de Poele      | Horag Racing               | 10     |        | 5      | 6      |        |         | 21    |
| =     | Didier Theys           | Horag Racing               | 10     |        | 5      | 6      |        |         | 21    |
| 6     | William Binnie         | Binnie Motorsports         | 6      |        | 3      | 4      | 4      |         | 17    |
| =     | Allen Timpany          | Binnie Motorsports         | 6      |        | 3      | 4      | 4      |         | 17    |
| =     | Chris Buncombe         | Binnie Motorsports         | 6      |        | 3      | 4      | 4      |         | 17    |
| 7     | Warren Hughes          | Embassy Racing             |        |        | 4      | 3      | 1      | 4       | 12    |
| 8     | Danny Watts            | Team LNT                   |        |        |        |        | 8      |         | 8     |
| =     | Tom Kimber-Smith       | Team LNT                   |        |        |        |        | 8      |         | 8     |
| 9     | Tim Greaves            | Team Bruichladdich Radical |        | 6      |        |        | 2      |         | 8     |
| =     | Stuart Moseley         | Team Bruichladdich Radical |        | 6      |        |        | 2      |         | 8     |
| 10    | Tony Burgess           | Kruse Motorsport           | 4      | 4      |        |        |        |         | 8     |
| =     | Jean de Pourtales      | Kruse Motorsport           | 4      | 4      |        |        |        |         | 8     |
| =     | Norbert Siedler        | Kruse Motorsport           | 4      | 4      |        |        |        |         | 8     |
| 11    | Darren Manning         | Embassy Racing             |        |        |        | 3      | 1      | 4       | 8     |
| 12    | Robin Liddell          | Team Bruichladdich Radical |        | 6      |        |        |        |         | 6     |
| 13    | Jean-Marc Gounon       | Noël del Bello Racing      |        | 5      |        |        |        |         | 5     |
| =     | Witali Petrow          | Noël del Bello Racing      |        | 5      |        |        |        |         | 5     |
| 14    | Neil Cunningham        | Embassy Racing             |        |        | 4      |        |        |         | 4     |
| 15    | Mario Haberfeld        | Embassy Racing             |        |        |        |        |        | 4       | 4     |
| 16    | Pierre Bruneau         | Pierre Bruneau             | 3      |        | 1      |        |        |         | 4     |
| =     | Marc Rostan            | Pierre Bruneau             | 3      |        | 1      |        |        |         | 4     |
| =     | Simon Pullan           | Pierre Bruneau             | 3      |        | 1      |        |        |         | 4     |
| 17    | Jacob Greaves          | Team Bruichladdich Radical |        |        |        |        | 2      |         | 2     |

† -Für den Lauf in Interlagos wurden nur halbe Punkte vergeben, da weniger als fünf Fahrzeuge in der Klasse am Rennen teilgenommen haben.

#### GT1
Die Meisterschaftssituation in der GT1 gestaltete sich ähnlich der LMP2. Drei Fahrerpaarungen hatten nach dem Rennen in Silverstone noch die Möglichkeit den GT1-Titel zu gewinnen. Allerdings konnten aufgrund der geringen Teilnehmeranzahl und der daraus resultierenden halbierten Meisterschaftspunkte nicht genügend Punkte erzielt werden, um Stéphane Ortelli und Soheil Ayari den Meistertitel zu entreißen.
| Platz | Fahrer                 | Team                       | Lauf 1 | Lauf 2 | Lauf 3 | Lauf 4 | Lauf 5 | Lauf 6† | Total |
| ----- | ---------------------- | -------------------------- | ------ | ------ | ------ | ------ | ------ | ------- | ----- |
| 1     | Stéphane Ortelli       | Team ORECA                 |        | 10     | 10     | 10     | 10     |         | 40    |
| =     | Soheil Ayari           | Team ORECA                 |        | 10     | 10     | 10     | 10     |         | 40    |
| 2     | Patrice Goueslard      | Luc Alphand Aventures      | 10     | 5      | 8      | 6      | 4      | 4       | 37    |
| 3     | Jérôme Policand        | Luc Alphand Aventures      | 10     | 5      | 8      | 6      | 4      |         | 33    |
| 4     | Christophe Bouchut     | Aston Martin Racing Larbre | 8      | 6      | 6      | 8      | 2      |         | 30    |
| =     | Fabrizio Gollin        | Aston Martin Racing Larbre | 8      | 6      | 6      | 8      | 2      |         | 30    |
| =     | Gabriele Gardel        | Aston Martin Racing Larbre | 8      | 6      | 6      | 8      | 2      |         | 30    |
| 5     | Luc Alphand            | Luc Alphand Aventures      | 10     | 5      | 8      | 6      |        |         | 29    |
| 6     | Antonio García         | Team Modena                | 5      | 4      |        | 5      | 8      |         | 22    |
| 7     | Piergiuseppe Perazzini | Racing Box                 | 4      | 8      | 5      |        | 3      |         | 20    |
| =     | Marco Cioci            | Racing Box                 | 4      | 8      | 5      |        | 3      |         | 20    |
| =     | Salvatore Tavano       | Racing Box                 | 4      | 8      | 5      |        | 3      |         | 20    |
| 8     | Steve Zacchia          | Aston Martin Racing Larbre |        | 3      | 3      | 3      | 5      | 5       | 19    |
| =     | Gregor Fisken          | Aston Martin Racing Larbre |        | 3      | 3      | 3      | 5      | 5       | 19    |
| 9     | Jean-Luc Blanchemain   | Luc Alphand Aventures      | 6      | 2      | 4      |        | 6      |         | 18    |
| =     | Sébastien Dumez        | Luc Alphand Aventures      | 6      | 2      | 4      |        | 6      |         | 18    |
| 10    | Vincent Vosse          | Luc Alphand Aventures      | 6      |        | 4      |        | 6      |         | 16    |
| 11    | Grégory Franchi        | Aston Martin Racing Larbre |        | 3      | 3      | 3      | 5      |         | 14    |
| 12    | Christian Fittipaldi   | Team Modena                |        | 4      |        | 5      |        |         | 9     |
| 13    | Darren Turner          | Team Modena                |        |        |        |        | 8      |         | 8     |
| 14    | Oliver Gavin           | Luc Alphand Aventures      |        |        |        |        | 4      | 4       | 8     |
| 15    | Roland Bervillé        | Aston Martin Racing Larbre |        |        |        |        |        | 5       | 5     |
| =     | Fernando Rees          | Aston Martin Racing Larbre |        |        |        |        |        | 5       | 5     |
| 16    | Liz Halliday           | Team Modena                | 5      |        |        |        |        |         | 5     |
| 17    | Olivier Beretta        | Luc Alphand Aventures      |        |        |        |        |        | 4       | 4     |
| 18    | Thomas Gruber          | JetAlliance Racing         |        |        |        | 4      |        |         | 4     |
| =     | Karl Wendlinger        | JetAlliance Racing         |        |        |        | 4      |        |         | 4     |
| =     | Lukas Lichtner-Hoyer   | JetAlliance Racing         |        |        |        | 4      |        |         | 4     |
| 19    | Didier André           | Luc Alphand Aventures      |        | 2      |        |        |        |         | 2     |

† - Für das Rennen in Interlagos wurden nur halbe Punkte vergeben, da weniger als fünf Fahrzeuge in der Klasse am Rennen teilgenommen haben.

#### GT2
Die Entscheidung über den Meistertitel in der GT2 konnte sich Robert Bell bereits durch seinen Sieg in Silverstone vorzeitig sichern. Teamkollege Allan Simonsen nahm an diesem vorletzten Meisterschaftslauf nicht teil, da er Verpflichtungen in der australischen GT-Meisterschaft nachging. Nachdem der Virgo Motorsport-Ferrari im letzten Lauf in Brasilien selber nicht antrat und die beiden Fahrer bei verschiedenen anderen Teams anheuerten, fiel erst hier die Entscheidung ob Robert Bell den Meistertitel mit seinem Teamkollegen zu teilen hatte oder nicht. Robert Bell blieb Ferrari treu und wechselte für den Lauf zu JMB, während Allan Simonsen das Rennen für das Porsche Team James Watt Automotive bestritt. Durch das Erreichen der Punkteränge kürte sich Robert Bell zum alleinigen LMS-GT2-Meister 2007.
| Platz | Fahrer                | Team                        | Lauf 1 | Lauf 2 | Lauf 3 | Lauf 4 | Lauf 5 | Lauf 6 | Total |
| ----- | --------------------- | --------------------------- | ------ | ------ | ------ | ------ | ------ | ------ | ----- |
| 1     | Robert Bell           | Virgo Motorsport JMB Racing | 6      | 8      | 10     | 8      | 10     | 6      | 48    |
| 2     | Xavier Pompidou       | Team Felbermayr-Proton      | 1      | 10     | 8      | 10     |        | 10     | 39    |
| =     | Marc Lieb             | Team Felbermayr-Proton      | 1      | 10     | 8      | 10     |        | 10     | 39    |
| 3     | Allan Simonsen        | Virgo Motorsport            | 6      | 8      | 10     | 8      |        |        | 32    |
| 4     | Alessandro Bonetti    | G.P.C. Sport                | 10     | 2      | 5      | 6      | 4      |        | 27    |
| =     | Fabrizio de Simone    | G.P.C. Sport                | 10     | 2      | 5      | 6      | 4      |        | 27    |
| 5     | Alex Caffi            | Scuderia Villorba Corse     | 8      | 6      |        | 4      | 3      |        | 21    |
| =     | Denny Zardo           | Scuderia Villorba Corse     | 8      | 6      |        | 4      | 3      |        | 21    |
| 6     | Sergio Hernández      | G.P.C. Sport                | 10     | 2      |        | 6      |        |        | 18    |
| 7     | Pierre Ehret          | Farnbacher Racing           |        | 5      | 6      | 5      |        |        | 16    |
| =     | Dirk Werner           | Farnbacher Racing           |        | 5      | 6      | 5      |        |        | 16    |
| =     | Lars-Erik Nielsen     | Farnbacher Racing           |        | 5      | 6      | 5      |        |        | 16    |
| 8     | Jonny Kane            | Speedy Racing Team          | 2      |        | 4      | 1      | 5      | 2      | 14    |
| =     | Andrea Chiesa         | Speedy Racing Team          | 2      |        | 4      | 1      | 5      | 2      | 14    |
| =     | Andrea Belicchi       | Speedy Racing Team          | 2      |        | 4      | 1      | 5      | 2      | 14    |
| 9     | Marc Basseng          | Team Felbermayr-Proton      |        |        |        | 2      |        | 10     | 12    |
| 10    | Raymond Narac         | IMSA Performance Matmut     | 3      |        |        |        | 8      |        | 11    |
| =     | Richard Lietz         | IMSA Performance Matmut     | 3      |        |        |        | 8      |        | 11    |
| 11    | Mike Hezemans         | Spyker Squadron             |        |        |        |        | 6      | 5      | 11    |
| 12    | Gianmaria Bruni       | Virgo Motorsports           |        |        |        |        | 10     |        | 10    |
| 13    | Matteo Bobbi          | G.P.C. Sport                |        |        | 5      |        | 4      |        | 9     |
| 14    | Alexandre Negrão, Sr. | JMB Racing                  |        |        |        |        |        | 8      | 8     |
| =     | Alexandre Negrão, Jr. | JMB Racing                  |        |        |        |        |        | 8      | 8     |
| =     | Andreas Mattheis      | JMB Racing                  |        |        |        |        |        | 8      | 8     |
| 15    | Yves Lambert          | Ice Pol Racing Team         |        | 3      | 2      | 3      |        |        | 8     |
| =     | Christian Lefort      | Ice Pol Racing Team         |        | 3      | 2      | 3      |        |        | 8     |
| 16    | Christian Ried        | Team Felbermayr-Proton      |        | 4      |        | 2      |        | 1      | 7     |
| =     | Horst Felbermayr Jr.  | Team Felbermayr-Proton      |        | 4      |        | 2      |        | 1      | 7     |
| 17    | Peter Dumbreck        | Spyker Squadron             |        |        |        |        | 6      |        | 6     |
| =     | Ben Aucott            | JMB Racing                  |        |        |        |        |        | 6      | 6     |
| =     | Philipp Peter         | JMB Racing                  |        |        |        |        |        | 6      | 6     |
| =     | Luca Drudi            | G.P.C. Sport                | 4      |        |        |        | 2      |        | 6     |
| 18    | Gabrio Rosa           | G.P.C. Sport                | 4      |        |        |        | 2      |        | 6     |
| =     | Johnny Mowlem         | G.P.C. Sport                | 4      |        |        |        | 2      |        | 6     |
| 19    | Tom Kimber-Smith      | Team LNT                    | 5      |        |        |        |        |        | 5     |
| =     | Danny Watts           | Team LNT                    | 5      |        |        |        |        |        | 5     |
| =     | Peter Kox             | Spyker Squadron             |        |        |        |        |        | 5      | 5     |
| =     | Paul van Splunteren   | Spyker Squadron             |        |        |        |        |        | 5      | 5     |
| 20    | Stéphane Lemeret      | Ice Pol Racing Team         |        |        | 2      | 3      |        |        | 5     |
| 21    | Thomas Grüber         | Team Felbermayr-Proton      |        | 4      |        |        |        |        | 4     |
| 22    | Raul Boesel           | Dener Motorsport            |        |        |        |        |        | 4      | 4     |
| =     | Marcel Visconde       | Dener Motorsport            |        |        |        |        |        | 4      | 4     |
| =     | Flavio Figueiredo     | Dener Motorsport            |        |        |        |        |        | 4      | 4     |
| 23    | Markus Palttala       | Ice Pol Racing Team         |        | 3      |        |        |        |        | 3     |
| =     | Richard Dean          | Team LNT                    |        |        | 3      |        |        |        | 3     |
| =     | Lawrence Tomlinson    | Team LNT                    |        |        | 3      |        |        |        | 3     |
| 24    | Francisco Longo       | JMB Racing                  |        |        |        |        |        | 3      | 3     |
| =     | Chico Serra           | JMB Racing                  |        |        |        |        |        | 3      | 3     |
| =     | Daniel Serra          | JMB Racing                  |        |        |        |        |        | 3      | 3     |
| 25    | Philippe Hesnault     | Thierry Perrier/Perspective |        |        | 1      |        | 1      |        | 2     |
| 26    | Paolo Maurizio Basso  | JMB Racing                  |        | 1      |        |        |        |        | 1     |
| =     | Bo McCormick          | JMB Racing                  |        | 1      |        |        |        |        | 1     |
| 27    | Anthony Beltoise      | Thierry Perrier/Perspective |        |        | 1      |        |        |        | 1     |
| =     | Nigel Smith           | Thierry Perrier/Perspective |        |        | 1      |        |        |        | 1     |
| 28    | Rob Barff             | Thierry Perrier/Perspective |        |        |        |        | 1      |        | 1     |
| =     | Pedro Névoa           | Thierry Perrier/Perspective |        |        |        |        | 1      |        | 1     |

### Teamwertung

#### LMP1
Die Saison 2007 war ein Kampf Zuverlässigkeit gegen Schnelligkeit. Während die Werksfahrzeuge von Peugeot an Geschwindigkeit in jedem Rennen ungeschlagen waren, fehlte es ihnen an Zuverlässigkeit. Hier konnte vor allem das Vorjahresmeisterteam von Pescarolo Sport auftrumpfen, obwohl man keinen Lauf in dieser Saison für sich entscheiden konnte, erreichte man in jedem Rennen die Punkteränge, oftmals wurde man nur von den Dieselprototypen geschlagen. Letzten Endes reichte es allerdings nur für den Vizemeistertitel, der jedoch mit einer automatischen Einladung zum 24-Stunden-Rennen von Le Mans 2008 verknüpft war. Le-Mans-Series-Meister 2007 war somit Peugeot, die neben dem Titel ebenfalls eine Einladung für Le Mans 2008 erhielten.
| Platz | Nr  | Team                            | Chassis             | Motor         | Lauf 1 | Lauf 2 | Lauf 3 | Lauf 4 | Lauf 5 | Lauf 6† | Total |
| ----- | --- | ------------------------------- | ------------------- | ------------- | ------ | ------ | ------ | ------ | ------ | ------- | ----- |
| 1     | #8  | Team Peugeot Total              | Peugeot 908 HDi FAP | Peugeot       | 6      | 10     | 10     | 10     |        | 4       | 40    |
| 2     | #16 | Pescarolo Sport                 | Pescarolo 01        | Judd GV5.5 S2 | 8      | 4      | 6      | 8      | 8      | 2,5     | 36,5  |
| 3     | #7  | Team Peugeot Total              | Peugeot 908 HDi FAP | Peugeot       | 10     |        | 8      |        | 10     | 5       | 33    |
| 4     | #18 | Rollcentre Racing               | Pescarolo 01        | Judd GV5.5 S2 | 3      | 5      |        | 5      | 6      |         | 19    |
| 5     | #15 | Charouz Racing System           | Lola B07/17         | Judd GV5.5 S2 |        | 8      | 5      | 2      |        |         | 15    |
| 6     | #9  | Creation Autosportif            | Creation CA07       | Judd GV5.5 S2 |        |        | 4      | 3      | 5      | 3       | 15    |
| 7     | #17 | Pescarolo Sport                 | Pescarolo 01        | Judd GV5.5 S2 | 5      | 3      |        | 6      |        |         | 14    |
| 8     | #10 | Arena Motorsports International | Zytek 07S           | Zytek 2ZG408  |        |        | 3      |        | 4      |         | 7     |
| 9     | #5  | Swiss Spirit                    | Lola B07/18         | Audi          |        | 6      |        |        |        |         | 6     |
| 10    | #19 | Chamberlain-Synergy Motorsport  | Lola B06/10         | AER P32T      |        | 2      |        | 4      |        |         | 6     |
| 11    | #13 | Courage Compétition             | Courage LC70        | AER P32T      | 4      |        | 1      |        |        |         | 5     |
| 12    | #12 | Courage Compétition             | Courage LC70        | AER P32T      | 2      |        |        |        | 3      |         | 5     |
| 13    | #14 | Racing for Holland              | Dome S101.5         | Judd GV5.5 S2 | 1      |        | 2      |        |        |         | 3     |

† - Für das Rennen in Interlagos wurden nur halbe Punkte vergeben, da weniger als fünf Fahrzeuge, in der Klasse, am Rennen teilgenommen haben.

#### LMP2
Die Entscheidung in der Teamwertung der LMP2 entsprach weitestgehend der Fahrerwertung, da alle Topteams die komplette Saison mit ihrer Stammbesetzung absolvierten. So konnte RML die Meisterschaft zwischen den Läufen entschieden, weil der einzige Titelkonkurrent in Brasilien nicht antrat. Da in der Teamwertung sowohl Titelträger als auch Vizemeister eine automatische Einladung zum 24-Stunden-Rennen von Le Mans erhielten, war die Teilnehmeranzahl am letzten Rennen entscheidend. Quifel ASM verzichtete auf eine Reise nach Südamerika und ermöglichte Barazi-Epsilon mit einem Klassensieg gleichzuziehen. In Interlagos traten allerdings nur drei LMP2 Fahrzeuge an und so wurden nach Entscheidung des ACOs nur halbe Meisterschaftspunkte vergeben, das dem portugiesischen Team den Vizetitel sicherte.
| Platz | Nr  | Team                       | Chassis       | Motor       | Lauf 1 | Lauf 2 | Lauf 3 | Lauf 4 | Lauf 5 | Lauf 6† | Total |
| ----- | --- | -------------------------- | ------------- | ----------- | ------ | ------ | ------ | ------ | ------ | ------- | ----- |
| 1     | #25 | RML                        | MG-Lola EX264 | AER P07     | 8      | 3      | 10     | 10     | 5      |         | 36    |
| 2     | #40 | Quifel ASM Team            | Lola B05/40   | AER P07     |        | 10     | 6      | 8      | 6      |         | 30    |
| 3     | #32 | Barazi-Epsilon             | Zytek 07S/2   | Zytek ZG348 |        | 2      | 8      |        | 10     | 5       | 25    |
| 4     | #35 | Saulnier Racing            | Courage LC75  | AER P07     | 5      | 8      | 2      | 5      | 3      |         | 23    |
| 5     | #27 | Horag Racing               | Lola B05/40   | Judd XV675  | 10     |        | 5      | 6      |        |         | 21    |
| 6     | #31 | Binnie Motorsports         | Lola B05/42   | Zytek ZG348 | 6      |        | 3      | 4      | 4      |         | 17    |
| 7     | #45 | Embassy Racing             | Radical SR9   | Judd XV675  |        |        | 4      | 3      | 1      | 4       | 12    |
| 8     | #46 | Team LNT                   | Zytek 07S/2   | Zytek ZG348 |        |        |        |        | 8      |         | 8     |
| 9     | #21 | Team Bruichladdich Radical | Radical SR9   | AER P07     |        | 6      |        |        | 2      |         | 8     |
| 10    | #44 | Kruse Motorsport           | Pescarolo 01  | Judd XV675  | 4      | 4      |        |        |        |         | 8     |
| 11    | #24 | Noël del Bello Racing      | Courage LC75  | AER P07     |        | 5      |        |        |        |         | 5     |
| 12    | #20 | Pierre Bruneau             | Pilbeam MP93  | Judd XV675  | 3      |        | 1      |        |        |         | 4     |

† - Für das Rennen in Interlagos wurden nur halbe Punkte vergeben, da weniger als fünf Fahrzeuge, in der Klasse, am Rennen teilgenommen haben.

#### GT1
Wie in der Fahrerwertung, war der Beschluss des ACOs aufgrund der Teilnehmeranzahl für das Rennen in Interlagos nur halbe Punkte zu vergeben die, Meisterschaftsentscheidung. Somit war dem Team ORECA der Klassentitel nicht mehr zu nehmen, da sie abgesehen von der Mil Milhas jedes Rennen der Saison für sich entscheiden konnten. Der Titel des Vizemeister hingegen war noch offen. Allerdings meldete Team Larbre den Aston Martin mit der Nummer 51 für das Rennen in Brasilien an. Nachdem man den Fehler bemerkte, fragte man beim ACO nach, ob es möglich wäre die Fahrzeugnummern zu tauschen, um mit der Startnummer des drittplatzierten Schwesterauto antreten zu dürfen. Das Ersuchen wurde abgewiesen, da Luc Alphand Adventures dagegen Protest einlegte.
| Platz | Nr  | Team                       | Chassis                 | Motor           | Lauf 1 | Lauf 2 | Lauf 3 | Lauf 4 | Lauf 5 | Lauf 6† | Total |
| ----- | --- | -------------------------- | ----------------------- | --------------- | ------ | ------ | ------ | ------ | ------ | ------- | ----- |
| 1     | #55 | Team ORECA                 | Saleen S7-R             | Ford            |        | 10     | 10     | 10     | 10     |         | 40    |
| 2     | #72 | Luc Alphand Aventures      | Chevrolet Corvette C6.R | Chevrolet LS7-R | 10     | 5      | 8      | 6      | 4      | 4       | 37    |
| 3     | #50 | Aston Martin Racing Larbre | Aston Martin DBR9       | Aston Martin    | 8      | 6      | 6      | 8      | 2      |         | 30    |
| 4     | #59 | Team Modena                | Aston Martin DBR9       | Aston Martin    | 5      | 4      |        | 5      | 8      |         | 22    |
| 5     | #61 | Racing Box                 | Saleen S7-R             | Ford            | 4      | 8      | 5      |        | 3      |         | 20    |
| 6     | #51 | Aston Martin Racing Larbre | Aston Martin DBR9       | Aston Martin    |        | 3      | 3      | 3      | 5      | 5       | 19    |
| 7     | #73 | Luc Alphand Aventures      | Chevrolet Corvette C5-R | Chevrolet LS7-R | 6      | 2      | 4      |        | 6      |         | 18    |
| 8     | #65 | JetAlliance Racing         | Aston Martin DBR9       | Aston Martin    |        |        |        | 4      |        |         | 4     |

† - Für das Rennen in Interlagos wurden nur halbe Punkte vergeben, da weniger als fünf Fahrzeuge, in der Klasse, am Rennen teilgenommen haben.

#### GT2
Aufgrund konstanter Fahrleistung ging der GT2-Titel bereits in Silverstone an die Virgo Motorsport Mannschaft, die in dieser Saison bei jeder Teilnahme auch eine Podiumsposition erfahren konnte. Felbermayr-Proton stand als Vizemeister fest, als die Teilnehmerliste für das Rennen in Interlagos herausgegeben wurde. Weder G.P.C. Sport noch Scuderia Villorba Corse traten den Weg nach Südamerika an, um in den Titelkampf einzugreifen. Bemerkenswerterweise wurde auch 2007 eine besondere Siegesserie nicht gebrochen: Seit 2005 gewann immer abwechselnd erst Ferrari und im darauffolgenden Rennen ein Porsche die GT2-Klasse.
| Platz | Nr  | Team                        | Chassis                | Motor          | Lauf 1 | Lauf 2 | Lauf 3 | Lauf 4 | Lauf 5 | Lauf 6 | Total |
| ----- | --- | --------------------------- | ---------------------- | -------------- | ------ | ------ | ------ | ------ | ------ | ------ | ----- |
| 1     | #96 | Virgo Motorsport            | Ferrari F430GTC        | Ferrari F136   | 6      | 8      | 10     | 8      | 10     |        | 42    |
| 2     | #77 | Team Felbermayr-Proton      | Porsche 997 GT3 RSR    | Porsche M97/80 | 1      | 10     | 8      | 10     |        | 10     | 39    |
| 3     | #97 | G.P.C. Sport                | Ferrari F430GTC        | Ferrari F136   | 10     | 2      | 5      | 6      | 4      |        | 27    |
| 4     | #78 | Scuderia Villorba Corse     | Ferrari F430GTC        | Ferrari F136   | 8      | 6      |        | 4      | 3      |        | 21    |
| 5     | #90 | Farnbacher Racing           | Porsche 997 GT3 RSR    | Porsche M97/80 |        | 5      | 6      | 5      |        |        | 16    |
| 6     | #94 | Speedy Racing Team          | Spyker C8 Spyder GT2-R | Audi           | 2      |        | 4      | 1      | 5      | 2      | 14    |
| 7     | #76 | IMSA Performance Matmut     | Porsche 997 GT3 RSR    | Porsche M97/80 | 3      |        |        |        | 8      |        | 11    |
| 8     | #85 | Spyker Squadron             | Spyker C8 Spyder GT2-R | Audi           |        |        |        |        | 6      | 5      | 11    |
| 9     | #75 | JMB Racing                  | Ferrari F430GTC        | Ferrari F136   |        |        |        |        |        | 8      | 8     |
| 10    | #98 | Ice Pol Racing Team         | Ferrari F430GTC        | Ferrari F136   |        | 3      | 2      | 3      |        |        | 8     |
| 11    | #99 | JMB Racing                  | Ferrari F430GTC        | Ferrari F136   |        | 1      |        |        |        | 6      | 7     |
| 12    | #88 | Team Felbermayr-Proton      | Porsche 997 GT3 RSR    | Porsche M97/80 |        | 4      |        | 2      |        | 1      | 7     |
| 13    | #83 | G.P.C. Sport                | Ferrari F430GTC        | Ferrari F136   | 4      |        |        |        | 2      |        | 6     |
| 14    | #81 | Team LNT                    | Panoz Esperante GT-LM  | Élan           | 5      |        |        |        |        |        | 5     |
| 15    | #91 | Dener Motorsport            | Porsche 997 GT3-RSR    | Porsche M97/80 |        |        |        |        |        | 4      | 4     |
| 16    | #82 | Team LNT                    | Panoz Esperante GT-LM  | Élan           |        |        | 3      |        |        |        | 3     |
| 17    | #74 | JMB Racing                  | Ferrari F430GTC        | Ferrari F136   |        |        |        |        |        | 3      | 3     |
| 18    | #92 | Thierry Perrier/Perspective | Porsche 997 GT3 RSR    | Porsche M97/80 |        |        | 1      |        | 1      |        | 2     |

## Begleitserien
Neben den Hauptrennen der Le Mans Series fuhren 2007 am gleichen Rennwochenende mehrere begleitende Rennserien auf derselben Strecke. Fester Bestandteil des Rahmenprogramms waren der Markenpokal Peugeot 207 Spider Cup und die von Peter Auto organisierte Classic Endurance Racing. Außerdem starteten die Sportwagen des Radical Race Cup bei drei der fünf europäischen Veranstaltungen. Zu ausgewählten Meisterschaftsläufen traten unter anderem die World Series by Renault und der französische Porsche Carrera Cup an.

## Berichterstattung
Eine Live-Übertragung aller sechs Saisonläufe in voller Länge erfolgte durch den Fernsehsender Motors TV. Kommentiert wurde die Sendung von Mark Cole und Carlton Kirby. Für die Läufe in Spa, Silverstone und Interlagos wurde das Team durch die Rennfahrerin Liz Halliday unterstützt.